# Liste von Burgen und Schlössern im Vereinigten Königreich
Diese Liste führt Burgen und Schlösser im Vereinigten Königreich Großbritannien und Nordirland auf.

## England
| Name                         | Ort / Lage                              | Typ | Bemerkungen | Bild |
| ---------------------------- | --------------------------------------- | --- | ----------- | ---- |
| Abberley Hall                | Worcestershire                          |     |             |      |
| Abinger Castle               | Surrey                                  |     |             |      |
| Abinger Manor House          | Surrey                                  |     |             |      |
| Acton Burnell Castle         | Shropshire                              |     |             |      |
| Acton Burnell Hall           | Shropshire                              |     |             |      |
| Acton Reynald Hall           | Shropshire                              |     |             |      |
| Affeton Castle               | Devon                                   |     |             |      |
| Alberbury Castle             | Shropshire                              |     |             |      |
| Aldford Castle               | Cheshire                                |     |             |      |
| Alfred’s Castle              | Berkshire, heute Oxfordshire            |     |             |      |
| Allington Castle             | Kent                                    |     |             |      |
| Alnwick Castle               | Northumberland                          |     |             |      |
| Althorp House                | Northamptonshire                        |     |             |      |
| Alton Castle                 | Staffordshire                           |     |             |      |
| Amberley Castle              | West Sussex                             |     |             |      |
| Anstey Castle                | Hertfordshire                           |     |             |      |
| Antony House                 | Cornwall                                |     |             |      |
| Apley Castle                 | Shropshire                              |     |             |      |
| Appleby Castle               | Westmorland heute Cumbria               |     |             |      |
| Arbury Banks                 | Hertfordshire                           |     |             |      |
| Arbury Banks                 | Northamptonshire                        |     |             |      |
| Ardley Castle                | Oxfordshire                             |     |             |      |
| Areley Hall                  | Worcestershire                          |     |             |      |
| Armathwaite Castle           | Cumbria                                 |     |             |      |
| Arnside Tower                | Cumbria                                 |     |             |      |
| Arundel Castle               | West Sussex                             |     |             |      |
| Ascot d’Oilly Castle         | Oxfordshire                             |     |             |      |
| Ascott Earl Castle           | Oxfordshire                             |     |             |      |
| Ashby de la Zouch Castle     | Leicestershire                          |     |             |      |
| Ashdown House                | East Sussex                             |     |             |      |
| Ashdown House                | Oxfordshire                             |     |             |      |
| Ashley Castle                | Hampshire                               |     |             |      |
| Ashton Keynes Castle         | Wiltshire                               |     |             |      |
| Askerton Castle              | Cumbria                                 |     |             |      |
| Aslockton Castle             | Nottinghamshire                         |     |             |      |
| Astley Hall                  | Lancashire                              |     |             |      |
| Astley Hall                  | Worcestershire                          |     |             |      |
| Astwell Castle               | Northamptonshire                        |     |             |      |
| Athelhampton Hall            | Dorset                                  |     |             |      |
| Auckland Castle              | Durham                                  |     |             |      |
| Audley End House             | Essex                                   |     |             |      |
| Aydon Castle                 | Northumberland                          |     |             |      |
| Baconsthorpe Castle          | Norfolk                                 |     |             |      |
| Badbury Rings                | Dorset                                  |     |             |      |
| Baddesley Clinton            | Warwickshire                            |     |             |      |
| Bagshot Park                 | Surrey                                  |     |             |      |
| Baile Hill                   | North Yorkshire                         |     |             |      |
| Bakewell Castle              | Derbyshire                              |     |             |      |
| Ballands Castle              | Somerset                                |     |             |      |
| Bamburgh Castle              | Northumberland                          |     |             |      |
| Bampton Castle               | Devon                                   |     |             |      |
| Bampton Castle               | Oxfordshire                             |     |             |      |
| Banbury Castle               | Oxfordshire                             |     |             |      |
| Bank Hall                    | Lancashire                              |     |             |      |
| Barbury Castle               | Wiltshire                               |     |             |      |
| Barnard Castle               | Durham                                  |     |             |      |
| Barnstaple Castle            | Devon                                   |     |             |      |
| Barnwell Castle              | Northamptonshire                        |     |             |      |
| Barnwell Manor               | Northamptonshire                        |     |             |      |
| Barton Seagrave Castle       | Northamptonshire                        |     |             |      |
| Barton Seagrave Hall         | Northamptonshire                        |     |             |      |
| Barwick-in-Elmet Castle      | West Yorkshire                          |     |             |      |
| Basing House                 | Hampshire                               |     |             |      |
| Bat’s Castle                 | Somerset                                |     |             |      |
| Bavington Hall               | Northumberland                          |     |             |      |
| Baynard Castle               | East Riding of Yorkshire                |     |             |      |
| Baynard’s Castle             | Greater London                          |     |             |      |
| Beam House                   | Devon                                   |     |             |      |
| Beamish Hall                 | County Durham                           |     |             |      |
| Beaudesert Castle            | Warwickshire                            |     |             |      |
| Beaudesert Hall              | Staffordshire                           |     |             |      |
| Beaulieu Palace House        | Hampshire                               |     |             |      |
| Beaumont Castle              | Oxfordshire                             |     |             |      |
| Beaumont Palace              | Oxfordshire                             |     |             |      |
| Beaumys Castle               | Berkshire, heute Oxfordshire            |     |             |      |
| Beckford’s Tower             | Somerset                                |     |             |      |
| Beckington Castle            | Somerset                                |     |             |      |
| Beddington Place             | Greater London                          |     |             |      |
| Bedford Castle               | Bedfordshire                            |     |             |      |
| Beeston Castle               | Cheshire                                |     |             |      |
| Belford Castle               | Northumberland                          |     |             |      |
| Bellingham Castle            | Northumberland                          |     |             |      |
| Bellister Castle             | Northumberland                          |     |             |      |
| Belsay Castle                | Northumberland                          |     |             |      |
| Belsay Hall                  | Northumberland                          |     |             |      |
| Belton House                 | Lincolnshire                            |     |             |      |
| Belvoir Castle               | Leicestershire                          |     |             |      |
| Benefield Castle             | Northamptonshire                        |     |             |      |
| Benington Castle             | Hertfordshire                           |     |             |      |
| Berkeley Castle              | Gloucestershire                         |     |             |      |
| Berkhamsted Castle           | Hertfordshire                           |     |             |      |
| Berkhamsted Place            | Hertfordshire                           |     |             |      |
| Berry Pomeroy Castle         | Devon                                   |     |             |      |
| Berwick Castle               | Northumberland                          |     |             |      |
| Betchworth Castle            | Surrey                                  |     |             |      |
| Beverston Castle             | Gloucestershire                         |     |             |      |
| Bewcastle Castle             | Cumbria                                 |     |             |      |
| Bicton House                 | Devon                                   |     |             |      |
| Bickleigh Castle             | Devon                                   |     |             |      |
| Biddick Hall                 | County Durham                           |     |             |      |
| Biggleswade Castle           | Bedfordshire                            |     |             |      |
| Bincknoll Castle             | Wiltshire                               |     |             |      |
| Bishopton Castle             | Durham                                  |     |             |      |
| Black Ball Camp              | Somerset                                |     |             |      |
| Black Castle                 | Bristol                                 |     |             |      |
| Bladon Castle                | Derbyshire                              |     |             |      |
| Bledisloe Tump               | Gloucestershire                         |     |             |      |
| Blenheim Palace              | Oxfordshire                             |     |             |      |
| Blenkinsopp Castle           | Northumberland                          |     |             |      |
| Blenkinsopp Hall             | Northumberland                          |     |             |      |
| Bletchingley Castle          | Surrey                                  |     |             |      |
| Bletsoe Castle               | Bedfordshire                            |     |             |      |
| Blithfield Hall              | Staffordshire                           |     |             |      |
| Blythe Hall                  | Lancashire                              |     |             |      |
| Bodiam Castle                | East Sussex                             |     |             |      |
| Bolbec Castle                | Buckinghamshire                         |     |             |      |
| Bolebroke Castle             | East Sussex                             |     |             |      |
| Bolesworth Castle            | Cheshire                                |     |             |      |
| Bolingbroke Castle           | Lincolnshire                            |     |             |      |
| Bolsover Castle              | Derbyshire                              |     |             |      |
| Bolton Castle                | North Yorkshire                         |     |             |      |
| Bothal Castle                | Northumberland                          |     |             |      |
| Boughton House               | Northamptonshire                        |     |             |      |
| Bourn Castle                 | Cambridgeshire                          |     |             |      |
| Bourn Hall                   | Cambridgeshire                          |     |             |      |
| Bourne Castle                | Lincolnshire                            |     |             |      |
| Bowes Castle                 | Durham                                  |     |             |      |
| Bowes Museum                 | Durham                                  |     |             |      |
| Brackley Castle              | Northamptonshire                        |     |             |      |
| Bradgate House               | Leicestershire                          |     |             |      |
| Bradgate House               | Leicestershire                          |     |             |      |
| Bramber Castle               | West Sussex                             |     |             |      |
| Brampton Bryan Castle        | Herefordshire                           |     |             |      |
| Brancepeth Castle            | Durham                                  |     |             |      |
| Brandon Castle               | Warwickshire                            |     |             |      |
| Bredwardine Castle           | Herefordshire                           |     |             |      |
| Brereton Hall                | Cheshire East                           |     |             |      |
| Bridgnorth Castle            | Shropshire                              |     |             |      |
| Bridgwater Castle            | Somerset                                |     |             |      |
| Brightwell Castle            | Berkshire, heute Oxfordshire            |     |             |      |
| Brimpsfield Castle           | Gloucestershire                         |     |             |      |
| Brinklow Castle              | Warwickshire                            |     |             |      |
| Bristol Castle               | Gloucestershire                         |     |             |      |
| Broadfield House             | West Sussex                             |     |             |      |
| Broadway Tower               | Worcestershire                          |     |             |      |
| Brocavum                     | Cumbria                                 |     |             |      |
| Brodsworth Hall              | South Yorkshire                         |     |             |      |
| Bromwich Castle              | Warwickshire                            |     |             |      |
| Bronsil Castle               | Herefordshire                           |     |             |      |
| Brougham Castle              | Cumbria                                 |     |             |      |
| Brough Castle                | Cumbria                                 |     |             |      |
| Broughton Castle             | Oxfordshire                             |     |             |      |
| Brownsea Castle              | Dorset                                  |     |             |      |
| Brown’s Folly                | Somerset                                |     |             |      |
| Bryn Amlwg Castle            | Shropshire                              |     |             |      |
| Buckenham Castle             | Norfolk                                 |     |             |      |
| Buckingham Castle            | Buckinghamshire                         |     |             |      |
| Buckingham Palace            | London                                  |     |             |      |
| Buckton Castle               | Greater Manchester                      |     |             |      |
| Bungay Castle                | Suffolk                                 |     |             |      |
| Burgh Castle                 | Norfolk                                 |     |             |      |
| Burghley House               | Lincolnshire                            |     |             |      |
| Burley Castle                | Rutland                                 |     |             |      |
| Burton Agnes Hall            | East Riding of Yorkshire                |     |             |      |
| Burton Agnes Manor House     | East Riding of Yorkshire                |     |             |      |
| Burton Constable Hall        | East Riding of Yorkshire                |     |             |      |
| Burton-in-Lonsdale Castle    | North Yorkshire                         |     |             |      |
| Burwell Castle               | Cambridgeshire                          |     |             |      |
| Bury Castle                  | Greater Manchester                      |     |             |      |
| Bury Castle                  | Somerset                                |     |             |      |
| Bury Manor                   | Gloucestershire                         |     |             |      |
| Bury Mount                   | Northamptonshire                        |     |             |      |
| Buttercrambe Castle          | North Yorkshire                         |     |             |      |
| Bywell Castle                | Northumberland                          |     |             |      |
| Cadbury Castle               | Devon                                   |     |             |      |
| Cadbury Castle               | Somerset                                |     |             |      |
| Caerhays Castle              | Cornwall                                |     |             |      |
| Cainhoe Castle               | Bedfordshire                            |     |             |      |
| Caister Castle               | Norfolk                                 |     |             |      |
| Calderstones House           | Merseyside                              |     |             |      |
| Calke Abbey                  | Derbyshire                              |     |             |      |
| Callaly Castle               | Northumberland                          |     |             |      |
| Calshot Castle               | Hampshire                               |     |             |      |
| Caludon Castle               | West Midlands                           |     |             |      |
| Camber Castle                | East Sussex                             |     |             |      |
| Cambridge Castle             | Cambridgeshire                          |     |             |      |
| Cannon Hall                  | South Yorkshire                         |     |             |      |
| Canterbury Castle            | Kent                                    |     |             |      |
| Capheaton Hall               | Northumberland                          |     |             |      |
| Carisbrooke Castle           | Isle of Wight                           |     |             |      |
| Carleton Hall                | Cumbria                                 |     |             |      |
| Carlisle Castle              | Cumbria                                 |     |             |      |
| Carlton Castle               | Lincolnshire                            |     |             |      |
| Carn Brea Castle             | Cornwall                                |     |             |      |
| Carr House                   | Lancashire                              |     |             |      |
| Cartington Castle            | Northumberland                          |     |             |      |
| Cary Castle                  | Somerset                                |     |             |      |
| Castle Acre Castle           | Norfolk                                 |     |             |      |
| Castle Ashby House           | Northamptonshire                        |     |             |      |
| Castle Batch                 | Somerset                                |     |             |      |
| Castlebourne Folly           | Worcestershire                          |     |             |      |
| Castle Bromwich Hall         | West Midlands                           |     |             |      |
| Castle Bytham                | Lincolnshire                            |     |             |      |
| Castle Camps                 | Cambridgeshire                          |     |             |      |
| Castle Close                 | Devon                                   |     |             |      |
| Castle Combe Castle          | Wiltshire                               |     |             |      |
| Castle Drogo                 | Devon                                   |     |             |      |
| Castle Hill                  | Devon                                   |     |             |      |
| Castle Horneck               | Cornwall                                |     |             |      |
| Castle House                 | Buckinghamshire                         |     |             |      |
| Castle House                 | Essex                                   |     |             |      |
| Castle House                 | Somerset                                |     |             |      |
| Castle Howard                | North Yorkshire                         |     |             |      |
| Castle Howe                  | Cumbria                                 |     |             |      |
| Castle Neroche               | Somerset                                |     |             |      |
| Castle Orchard               | Somerset                                |     |             |      |
| Castle Park House            | Cheshire                                |     |             |      |
| Castle Ring                  | Staffordshire                           |     |             |      |
| Castle Rising Castle         | Norfolk                                 |     |             |      |
| Castle Tump                  | Gloucestershire                         |     |             |      |
| Castlethorpe Castle          | Buckinghamshire                         |     |             |      |
| Caus Castle                  | Shropshire                              |     |             |      |
| Caversham Park               | Berkshire, heute Oxfordshire            |     |             |      |
| Caverswall Castle            | Staffordshire                           |     |             |      |
| Cawood Castle                | North Yorkshire                         |     |             |      |
| Chalgrave Castle             | Bedfordshire                            |     |             |      |
| Charlton Castle              | Shropshire                              |     |             |      |
| Charlton House               | Greater London                          |     |             |      |
| Charlton Park House          | Wiltshire                               |     |             |      |
| Chartley Castle              | Staffordshire                           |     |             |      |
| Chartley Manor               | Staffordshire                           |     |             |      |
| Chatsworth House             | Derbyshire                              |     |             |      |
| Cheney Longville Castle      | Shropshire                              |     |             |      |
| Chester Castle               | Cheshire                                |     |             |      |
| Chesterfield House           | London                                  |     |             |      |
| Cheveley Castle              | Cambridgeshire                          |     |             |      |
| Chichester Castle            | West Sussex                             |     |             |      |
| Chiddingstone Castle         | Kent                                    |     |             |      |
| Chideock Castle              | Dorset                                  |     |             |      |
| Chilham Castle               | Kent                                    |     |             |      |
| Chillingham Castle           | Northumberland                          |     |             |      |
| Chipchase Castle             | Northumberland                          |     |             |      |
| Chipping Norton Castle       | Oxfordshire                             |     |             |      |
| Chirton Hall                 | Tyne and Wear                           |     |             |      |
| Cholmondeley Castle          | Cheshire                                |     |             |      |
| Christchurch Castle          | Dorset                                  |     |             |      |
| Churton Hall                 | Cheshire                                |     |             |      |
| Cirencester Castle           | Gloucestershire                         |     |             |      |
| Clare Castle                 | Suffolk                                 |     |             |      |
| Clarence House               | Greater London                          |     |             |      |
| Clarendon House              | Greater London                          |     |             |      |
| Clarendon Palace             | Wiltshire                               |     |             |      |
| Clavering Castle             | Essex                                   |     |             |      |
| Claxton Castle               | Norfolk                                 |     |             |      |
| Claydon House                | Buckinghamshire                         |     |             |      |
| Clent Castle                 | Worcestershire                          |     |             |      |
| Cleobury Castle              | Shropshire                              |     |             |      |
| Clifford Castle              | Herefordshire                           |     |             |      |
| Clitheroe Castle             | Lancashire                              |     |             |      |
| Cliveden                     | Buckinghamshire                         |     |             |      |
| Clun Castle                  | Shropshire                              |     |             |      |
| Cockermouth Castle           | Cumbria                                 |     |             |      |
| Cockham Wood Fort            | Kent                                    |     |             |      |
| Cocklepark Tower             | Northumberland                          |     |             |      |
| Cockroad Wood Castle         | Somerset                                |     |             |      |
| Codnor Castle                | Derbyshire                              |     |             |      |
| Colchester Castle            | Essex                                   |     |             |      |
| Colcombe Castle              | Devon                                   |     |             |      |
| Coleshill House              | Berkshire, heute Oxfordshire            |     |             |      |
| Compton Castle               | Devon                                   |     |             |      |
| Compton Wynyates             | Warwickshire                            |     |             |      |
| Condover Hall                | Shropshire                              |     |             |      |
| Conisbrough Castle           | South Yorkshire                         |     |             |      |
| Conygar Tower                | Somerset                                |     |             |      |
| Corby Castle                 | Cumbria                                 |     |             |      |
| Corfe Castle                 | Dorset                                  |     |             |      |
| Cooling Castle               | Kent                                    |     |             |      |
| Costessey Hall               | Norfolk                                 |     |             |      |
| Cotehele House               | Cornwall                                |     |             |      |
| Cotherstone Castle           | Durham                                  |     |             |      |
| Cotley Castle                | Devon                                   |     |             |      |
| Coupland Castle              | Northumberland                          |     |             |      |
| Court House                  | Somerset                                |     |             |      |
| Coventry Castle              | West Midlands                           |     |             |      |
| Cowes Castle                 | Isle of Wight                           |     |             |      |
| Cragside House               | Northumberland                          |     |             |      |
| Cranborne Manor House        | Somerset                                |     |             |      |
| Cranmore Castle              | Devon                                   |     |             |      |
| Crayke Castle                | North Yorkshire                         |     |             |      |
| Cresswell Castle             | Northumberland                          |     |             |      |
| Crewe Hall                   | Cheshire                                |     |             |      |
| Crewkerne Castle             | Somerset                                |     |             |      |
| Croft Castle                 | Herefordshire                           |     |             |      |
| Croome Court                 | Worcestershire                          |     |             |      |
| Crowcombe Court              | Somerset                                |     |             |      |
| Crowsley Park House          | Oxfordshire                             |     |             |      |
| Croxall Hall                 | Staffordshire                           |     |             |      |
| Cuckney Castle               | Nottinghamshire                         |     |             |      |
| Cuerden Hall                 | Lancashire                              |     |             |      |
| Culverhay Castle             | Somerset                                |     |             |      |
| Cusworth Hall                | South Yorkshire                         |     |             |      |
| Cymbeline’s Castle           | Buckinghamshire                         |     |             |      |
| Dally Castle                 | Northumberland                          |     |             |      |
| Dalton Castle                | Cumbria                                 |     |             |      |
| Danby Castle                 | North Yorkshire                         |     |             |      |
| Danny House                  | West Sussex                             |     |             |      |
| Dartington Hall              | Devon                                   |     |             |      |
| Dartmouth Castle             | Devon                                   |     |             |      |
| Deal Castle                  | Kent                                    |     |             |      |
| Deddington Castle            | Oxfordshire                             |     |             |      |
| Delves Hall                  | Cheshire                                |     |             |      |
| Denham Castle                | Suffolk                                 |     |             |      |
| Denton Castle                | Norfolk                                 |     |             |      |
| Devizes Castle               | Wiltshire                               |     |             |      |
| Devonshire House             | Greater London                          |     |             |      |
| Dilham Castle                | Norfolk                                 |     |             |      |
| Dilston Castle               | Northumberland                          |     |             |      |
| Dinton Castle                | Buckinghamshire                         |     |             |      |
| Dissington Hall              | Northumberland                          |     |             |      |
| Doddington Hall              | Cheshire                                |     |             |      |
| Doddington Hall              | Lincolnshire                            |     |             |      |
| Dodington Hall               | Somerset                                |     |             |      |
| Dolbury Castle               | Devon                                   |     |             |      |
| Donington Castle             | Leicestershire                          |     |             |      |
| Donington Hall               | Leicestershire                          |     |             |      |
| Donnington Castle            | Berkshire, heute Oxfordshire            |     |             |      |
| Dorchester Castle            | Dorset                                  |     |             |      |
| Dorstone Castle              | Herefordshire                           |     |             |      |
| Dover Castle                 | Kent                                    |     |             |      |
| Down End Castle              | Somerset                                |     |             |      |
| Downton Castle               | Herefordshire                           |     |             |      |
| Downton Hall                 | Shropshire                              |     |             |      |
| Driffield Castle             | East Riding of Yorkshire                |     |             |      |
| Dudley Castle                | West Midlands                           |     |             |      |
| Duffield Castle              | Derbyshire                              |     |             |      |
| Duffield Castle              | North Yorkshire                         |     |             |      |
| Duncombe Park                | North Yorkshire                         |     |             |      |
| Dunham Castle                | Cheshire                                |     |             |      |
| Dunham Massey Hall           | Cheshire                                |     |             |      |
| Dunstall Castle              | Worcestershire                          |     |             |      |
| Dunstanburgh Castle          | Northumberland                          |     |             |      |
| Dunster Castle               | Somerset                                |     |             |      |
| Durham Castle                | Durham                                  |     |             |      |
| Durlston Castle              | Dorset                                  |     |             |      |
| Eardisley Castle             | Herefordshire                           |     |             |      |
| Earl Shilton Castle          | Leicestershire                          |     |             |      |
| Eastcotts Castle             | Bedfordshire                            |     |             |      |
| East Cowes Castle            | Isle of Wight                           |     |             |      |
| East Cowes Castle            | Isle of Wight                           |     |             |      |
| Eastnor Castle               | Herefordshire                           |     |             |      |
| Eaton Socon Castle           | Cambridgeshire                          |     |             |      |
| Eaton Hall                   | Cheshire                                |     |             |      |
| Ebrington Manor              | Gloucestershire                         |     |             |      |
| Eccleshall Castle            | Staffordshire                           |     |             |      |
| Edlingham Castle             | Northumberland                          |     |             |      |
| Edmond Castle                | Cumbria                                 |     |             |      |
| Egerton House                | Hertfordshire                           |     |             |      |
| Egremont Castle              | Cumbria                                 |     |             |      |
| Ellesmere Castle             | Shropshire                              |     |             |      |
| Elmley Castle                | Worcestershire                          |     |             |      |
| Elsdon Castle                | Northumberland                          |     |             |      |
| Elsdon Tower                 | Northumberland                          |     |             |      |
| Elvaston Castle              | Derbyshire                              |     |             |      |
| Ely Castle                   | Cambridgeshire                          |     |             |      |
| English Bicknor Castle       | Gloucestershire                         |     |             |      |
| Etal Castle                  | Northumberland                          |     |             |      |
| Etonbury Castle              | Bedfordshire                            |     |             |      |
| Ewyas Harold Castle          | Herefordshire                           |     |             |      |
| Extwistle Hall               | Lancashire                              |     |             |      |
| Eye Castle                   | Suffolk                                 |     |             |      |
| Eynsford Castle              | Kent                                    |     |             |      |
| Fairfax House                | North Yorkshire                         |     |             |      |
| Faringdon Castle             | Berkshire, heute Oxfordshire            |     |             |      |
| Farleigh House               | Somerset                                |     |             |      |
| Farleigh Hungerford Castle   | Somerset                                |     |             |      |
| Farnham Castle               | Surrey                                  |     |             |      |
| Featherstone Castle          | Northumberland                          |     |             |      |
| Fenny Castle                 | Somerset                                |     |             |      |
| FitzHarris Castle            | Oxfordshire                             |     |             |      |
| Flitwick Castle              | Bedfordshire                            |     |             |      |
| Folkestone Castle            | Kent                                    |     |             |      |
| Foots Cray Place             | Kent                                    |     |             |      |
| Forcett Hall                 | North Yorkshire                         |     |             |      |
| Ford Castle                  | Northumberland                          |     |             |      |
| Fort Darnet                  | Kent                                    |     |             |      |
| Fort Gillingham              | Kent                                    |     |             |      |
| Fort Hoo                     | Kent                                    |     |             |      |
| Fort Paull                   | East Riding of Yorkshire                |     |             |      |
| Fort Picklecombe             | Cornwall                                |     |             |      |
| Fotheringhay Castle          | Northamptonshire                        |     |             |      |
| Framlingham Castle           | Suffolk                                 |     |             |      |
| Frodsham Castle              | Cheshire                                |     |             |      |
| Fulbroke Castle              | Warwickshire                            |     |             |      |
| Fulham Palace                | Greater London                          |     |             |      |
| Gainsborough Old Hall        | Lincolnshire                            |     |             |      |
| Gannock Castle               | Bedfordshire                            |     |             |      |
| Garrison Point Fort          | Kent                                    |     |             |      |
| Garsington Manor             | Oxfordshire                             |     |             |      |
| Gatcombe Park                | Gloucestershire                         |     |             |      |
| Gatherley Castle             | North Yorkshire                         |     |             |      |
| Gawthorpe Hall               | Lancashire                              |     |             |      |
| Gidleigh Castle              | Devon                                   |     |             |      |
| Gilling Castle               | North Yorkshire                         |     |             |      |
| Gleaston Castle              | Cumbria                                 |     |             |      |
| Glossop Castle               | Derbyshire                              |     |             |      |
| Goodrich Castle              | Herefordshire                           |     |             |      |
| Goodrich Court               | Herefordshire                           |     |             |      |
| Grain Fort                   | Kent                                    |     |             |      |
| Grain Tower                  | Kent                                    |     |             |      |
| Great Ashfield Castle        | Suffolk                                 |     |             |      |
| Great Barford Castle         | Bedfordshire                            |     |             |      |
| Great Canfield Castle        | Essex                                   |     |             |      |
| Greenhalgh Castle            | Lancashire                              |     |             |      |
| Greenwich Castle             | Greater London                          |     |             |      |
| Gresham Castle               | Norfolk                                 |     |             |      |
| Greys Court                  | Oxfordshire                             |     |             |      |
| Greystoke Castle             | Cumbria                                 |     |             |      |
| Grimsthorpe Castle           | Lincolnshire                            |     |             |      |
| Grizedale Hall               | Cumbria                                 |     |             |      |
| Groby Castle                 | Leicestershire                          |     |             |      |
| Groby Old Hall               | Leicestershire                          |     |             |      |
| Grosvenor House              | London                                  |     |             |      |
| Guildford Castle             | Surrey                                  |     |             |      |
| Gwalia House                 | Merseyside                              |     |             |      |
| Haccombe House               | Devon                                   |     |             |      |
| Haddon Hall                  | Derbyshire                              |     |             |      |
| Hadleigh Castle              | Essex                                   |     |             |      |
| Hagley Hall                  | Worcestershire                          |     |             |      |
| Hagley Park Castle           | Worcestershire                          |     |             |      |
| Hailes Castle                | Gloucestershire                         |     |             |      |
| Hales Castle                 | Somerset                                |     |             |      |
| Hallaton Castle              | Leicestershire                          |     |             |      |
| Halton Castle                | Cheshire                                |     |             |      |
| Halton Castle                | Northumberland                          |     |             |      |
| Halton House                 | Buckinghamshire                         |     |             |      |
| Haltwhistle Castle           | Northumberland                          |     |             |      |
| Ham Castle                   | Worcestershire                          |     |             |      |
| Ham House                    | Greater London                          |     |             |      |
| Hammerwood Park              | East Sussex                             |     |             |      |
| Hampstead Norris Castle      | Berkshire, heute Oxfordshire            |     |             |      |
| Hampton Court                | Herefordshire                           |     |             |      |
| Hampton Court Palace         | Greater London                          |     |             |      |
| Hangthwaite Castle           | South Yorkshire                         |     |             |      |
| Hanley Castle                | Worcestershire                          |     |             |      |
| Harbottle Castle             | Northumberland                          |     |             |      |
| Hardwick Hall                | Derbyshire                              |     |             |      |
| Hardwick Old Hall            | Derbyshire                              |     |             |      |
| Harewood Castle              | West Yorkshire                          |     |             |      |
| Harewood House               | North Yorkshire                         |     |             |      |
| Harlaxton Manor              | Lincolnshire                            |     |             |      |
| Harlsey Castle               | North Yorkshire                         |     |             |      |
| Hartland Abbey               | Devon                                   |     |             |      |
| Hartlebury Castle            | Worcestershire                          |     |             |      |
| Hartley Castle               | Cumbria                                 |     |             |      |
| Hartshill Castle             | Warwickshire                            |     |             |      |
| Harvington Hall              | Warwickshire                            |     |             |      |
| Haslington Hall              | Cheshire                                |     |             |      |
| Hastings Castle              | East Sussex                             |     |             |      |
| Haughley Castle              | Suffolk                                 |     |             |      |
| Haughton Castle              | Northumberland                          |     |             |      |
| Haughton Hall                | Cheshire                                |     |             |      |
| Haughton Hall                | Shropshire                              |     |             |      |
| Hayton Castle                | Cumbria                                 |     |             |      |
| Hazlewood Castle             | North Yorkshire                         |     |             |      |
| Hedingham Castle             | Essex                                   |     |             |      |
| Hedsor House                 | Buckinghamshire                         |     |             |      |
| Heighley Castle              | Staffordshire                           |     |             |      |
| Helmingham Hall              | Suffolk                                 |     |             |      |
| Helmsley Castle              | North Yorkshire                         |     |             |      |
| Hemyock Castle               | Devon                                   |     |             |      |
| Henbury Hall                 | Cheshire                                |     |             |      |
| Hereford Castle              | Herefordshire                           |     |             |      |
| Herstmonceux Castle          | East Sussex                             |     |             |      |
| Hertford Castle              | Hertfordshire                           |     |             |      |
| Hertford House               | Greater London                          |     |             |      |
| Heslington Hall              | North Yorkshire                         |     |             |      |
| Hever Castle                 | Kent                                    |     |             |      |
| Hewell Grange                | Worcestershire                          |     |             |      |
| Hewelsfield Motte            | Gloucestershire                         |     |             |      |
| Higham Gobion Castle         | Bedfordshire                            |     |             |      |
| Highclere Castle             | Hampshire                               |     |             |      |
| Highcliffe Castle            | Dorset                                  |     |             |      |
| Highgrove House              | Gloucestershire                         |     |             |      |
| High Head Castle             | Cumbria                                 |     |             |      |
| Hilfield Castle              | Hertfordshire                           |     |             |      |
| Hilton Hall                  | Staffordshire                           |     |             |      |
| Himley Hall                  | Staffordshire                           |     |             |      |
| Hindley Hall                 | Northumberland                          |     |             |      |
| Hinton Waldrist Castle       | Berkshire, heute Oxfordshire            |     |             |      |
| Holbeche House               | Staffordshire                           |     |             |      |
| Holdgate Castle              | Shropshire                              |     |             |      |
| Holkham Hall                 | Norfolk                                 |     |             |      |
| Holland House                | Greater London                          |     |             |      |
| Hopton Castle                | Shropshire                              |     |             |      |
| Hornby Castle                | Lancashire                              |     |             |      |
| Hornby Castle                | North Yorkshire                         |     |             |      |
| Horsford Castle              | Norfolk                                 |     |             |      |
| Horston Castle               | Derbyshire                              |     |             |      |
| Houghton Hall                | East Riding of Yorkshire                |     |             |      |
| Houghton Hall                | Norfolk                                 |     |             |      |
| Hull Castle                  | East Riding of Yorkshire                |     |             |      |
| Huntingdon Castle            | Cambridgeshire                          |     |             |      |
| Huntington Castle            | Herefordshire                           |     |             |      |
| Huntsham Castle              | Devon                                   |     |             |      |
| Hurst Castle                 | Hampshire                               |     |             |      |
| Hutton-in-the-Forest Hall    | Cumbria                                 |     |             |      |
| Hylton Castle                | Tyne & Wear                             |     |             |      |
| Ickworth House               | Suffolk                                 |     |             |      |
| Ightham Mote                 | Kent                                    |     |             |      |
| Ince Castle                  | Cornwall                                |     |             |      |
| Ingestre Hall                | Staffordshire                           |     |             |      |
| Inkberrow Castle             | Worcestershire                          |     |             |      |
| Ipswich Castle               | Suffolk                                 |     |             |      |
| John O’Gaunt’s Castle        | North Yorkshire                         |     |             |      |
| Kedleston Hall               | Derbyshire                              |     |             |      |
| Kendal Castle                | Westmorland heute Cumbria               |     |             |      |
| Kenilworth Castle            | Warwickshire                            |     |             |      |
| Kensington Palace            | London                                  |     |             |      |
| Kew Palace                   | Greater London                          |     |             |      |
| Kilpeck Castle               | Herefordshire                           |     |             |      |
| Kimbolton Castle             | Cambridgeshire                          |     |             |      |
| Kingerby Castle              | Lincolnshire                            |     |             |      |
| Kingerby Hall                | Lincolnshire                            |     |             |      |
| King’s Castle                | Somerset                                |     |             |      |
| Kingsgate Castle             | Kent                                    |     |             |      |
| King’s House                 | Hampshire                               |     |             |      |
| Kingsley Castle              | Cheshire                                |     |             |      |
| Kingswear Castle             | Devon                                   |     |             |      |
| Kington Castle               | Herefordshire                           |     |             |      |
| Kinnersley Castle            | Herefordshire                           |     |             |      |
| Kirby Muxloe Castle          | Leicestershire                          |     |             |      |
| Kirkoswald Castle            | Cumbria                                 |     |             |      |
| Kirtling Hall                | Cambridgeshire                          |     |             |      |
| Kirtling Tower               | Cambridgeshire                          |     |             |      |
| Knaresborough Castle         | North Yorkshire                         |     |             |      |
| Knebworth House              | Hertfordshire                           |     |             |      |
| Knepp Castle                 | West Sussex                             |     |             |      |
| Knockin Castle               | Shropshire                              |     |             |      |
| Knole House                  | Kent                                    |     |             |      |
| Lambeth Palace               | Greater London                          |     |             |      |
| Lambton Castle               | Durham                                  |     |             |      |
| Lancaster Castle             | Lancashire                              |     |             |      |
| Lancaster House              | Greater London                          |     |             |      |
| Lanercost Priory             | Cumbria                                 |     |             |      |
| Langley Castle               | Northumberland                          |     |             |      |
| Lansdowne House              | Greater London                          |     |             |      |
| Lathom House                 | Lancashire                              |     |             |      |
| Launceston Castle            | Cornwall                                |     |             |      |
| Lavendon Castle              | Buckinghamshire                         |     |             |      |
| Laxton Castle                | Nottinghamshire                         |     |             |      |
| Laxton Hall                  | Nottinghamshire                         |     |             |      |
| The Leasowes                 | Shropshire                              |     |             |      |
| Leck Hall                    | Lancashire                              |     |             |      |
| Leeds Castle                 | Kent                                    |     |             |      |
| Leicester Castle             | Leicestershire                          |     |             |      |
| Leicester House              | Greater London                          |     |             |      |
| Lewes Castle                 | East Sussex                             |     |             |      |
| Leybourne Castle             | Kent                                    |     |             |      |
| Liddel Strength              | Cumbria                                 |     |             |      |
| Lidgate Castle               | Suffolk                                 |     |             |      |
| Lilford Hall                 | Northamptonshire                        |     |             |      |
| Lincoln Castle               | Lincolnshire                            |     |             |      |
| Lindisfarne Castle           | Northumberland                          |     |             |      |
| Littledean Camp              | Gloucestershire                         |     |             |      |
| Little Moreton Hall          | Cheshire                                |     |             |      |
| Liverpool Castle             | Lancashire                              |     |             |      |
| Locking Castle               | Somerset                                |     |             |      |
| Londonderry House            | Greater London                          |     |             |      |
| Longford Castle              | Wiltshire                               |     |             |      |
| Longleat House               | Wiltshire                               |     |             |      |
| Longtown Castle              | Herefordshire                           |     |             |      |
| Lotherton Hall               | West Yorkshire                          |     |             |      |
| Lower Manaton                | Cornwall                                |     |             |      |
| Lowther Castle               | Cumbria                                 |     |             |      |
| Ludgershall Castle           | Wiltshire                               |     |             |      |
| Ludlow Castle                | Shropshire                              |     |             |      |
| Lululaund                    | Hertfordshire                           |     |             |      |
| Lulworth Castle              | Dorset                                  |     |             |      |
| Lumley Castle                | Durham                                  |     |             |      |
| Luton Castle                 | Luton                                   |     |             |      |
| Lydford Castle               | Devon                                   |     |             |      |
| Lyme Park                    | Cheshire                                |     |             |      |
| Lympne Castle                | Kent                                    |     |             |      |
| Macclesfield Castle          | Cheshire                                |     |             |      |
| Mackworth Castle             | Derbyshire                              |     |             |      |
| Maiden Castle                | Dorset                                  |     |             |      |
| Malmesbury Castle            | Wiltshire                               |     |             |      |
| Malton Castle                | North Yorkshire                         |     |             |      |
| Manchester Castle            | Greater Manchester                      |     |             |      |
| Manchester House             | Greater London                          |     |             |      |
| Marble Hill House            | Greater London                          |     |             |      |
| Marlborough Castle           | Wiltshire                               |     |             |      |
| Marlborough House            | Greater London                          |     |             |      |
| Maxey Castle                 | Cambridgeshire                          |     |             |      |
| Maxstoke Castle              | Warwickshire                            |     |             |      |
| Melbourne Castle             | Derbyshire                              |     |             |      |
| Melbourne Hall               | Derbyshire                              |     |             |      |
| Mentmore Towers              | Buckinghamshire                         |     |             |      |
| Mere Castle                  | Wiltshire                               |     |             |      |
| Mereworth Castle             | Kent                                    |     |             |      |
| Mettingham Castle            | Suffolk                                 |     |             |      |
| Middleham Castle             | North Yorkshire                         |     |             |      |
| Middleton Mount              | Norfolk                                 |     |             |      |
| Midford Castle               | Somerset                                |     |             |      |
| Milden Castle                | Suffolk                                 |     |             |      |
| Milford Hall                 | Staffordshire                           |     |             |      |
| Millom Castle                | Cumbria                                 |     |             |      |
| Milton Hall                  | Cambridgeshire                          |     |             |      |
| Miserden Castle              | Gloucestershire                         |     |             |      |
| Mitford Castle               | Northumberland                          |     |             |      |
| Mitford Hall                 | Northumberland                          |     |             |      |
| Mitford Old Manor House      | Northumberland                          |     |             |      |
| Monkton Farleigh Manor House | Wiltshire                               |     |             |      |
| Monkton House                | Wiltshire                               |     |             |      |
| Montacute Castle             | Somerset                                |     |             |      |
| Montacute House              | Somerset                                |     |             |      |
| Montagu House                | London-Bloomsbury, Greater London       |     |             |      |
| Montagu House                | London-Whitehall, Greater London        |     |             |      |
| Montfitchet Castle           | Greater London                          |     |             |      |
| Moor End Castle              | Northamptonshire                        |     |             |      |
| Moreton Corbet Castle        | Shropshire                              |     |             |      |
| Moreton House                | Devon                                   |     |             |      |
| Morley Old Hall              | Norfolk                                 |     |             |      |
| Morpeth Castle               | Northumberland                          |     |             |      |
| Moulton Castle               | Lincolnshire                            |     |             |      |
| Mount Edgcumbe House         | Cornwall                                |     |             |      |
| Mount Grace Priory           | North Yorkshire                         |     |             |      |
| Mourholme                    | Lancashire                              |     |             |      |
| Mulgrave Castle              | North Yorkshire                         |     |             |      |
| Muncaster Castle             | Cumbria                                 |     |             |      |
| Nantwich Castle              | Cheshire                                |     |             |      |
| Naworth Castle               | Cumberland, heute Cumbria               |     |             |      |
| Netley Castle                | Hampshire                               |     |             |      |
| Newark Castle                | Nottinghamshire                         |     |             |      |
| Newbury Castle               | Berkshire, heute Oxfordshire            |     |             |      |
| Newcastle Castle             | Tyne & Wear                             |     |             |      |
| Newnham Castle               | Kent                                    |     |             |      |
| New Shute House              | Devon                                   |     |             |      |
| Newstead Abbey               | Nottinghamshire                         |     |             |      |
| Newton Park                  | Somerset                                |     |             |      |
| Newton St Loe Castle         | Somerset                                |     |             |      |
| New Wardour Castle           | Wiltshire                               |     |             |      |
| Nonsuch Palace               | Surrey                                  |     |             |      |
| Norbury Park                 | Surrey                                  |     |             |      |
| Norfolk House                | Greater London                          |     |             |      |
| Norham Castle                | Northumberland                          |     |             |      |
| Normanby Hall                | Lincolnshire                            |     |             |      |
| Norris Castle                | Isle of Wight                           |     |             |      |
| Northampton Castle           | Northamptonshire                        |     |             |      |
| Northampton House            | Greater London                          |     |             |      |
| North Elmham Castle          | Norfolk                                 |     |             |      |
| Northumberland House         | Greater London                          |     |             |      |
| Norwich Castle               | Norfolk                                 |     |             |      |
| Nostell Priory               | West Yorkshire                          |     |             |      |
| Nottingham Castle            | Nottinghamshire                         |     |             |      |
| Nunney Castle                | Somerset                                |     |             |      |
| Nuthall Temple               | Nottinghamshire                         |     |             |      |
| Oakham Castle                | Rutland                                 |     |             |      |
| Oakwell Hall                 | West Yorkshire                          |     |             |      |
| Oatlands Palace              | Surrey                                  |     |             |      |
| Ockwells Manor House         | Berkshire, heute Windsor and Maidenhead |     |             |      |
| Odell Castle                 | Bedfordshire                            |     |             |      |
| Odiham Castle                | Hampshire                               |     |             |      |
| Okehampton Castle            | Devon                                   |     |             |      |
| Old Devonshire House         | London                                  |     |             |      |
| Old Oswestry                 | Shropshire                              |     |             |      |
| Old Sarum                    | Wiltshire                               |     |             |      |
| Old Shute House              | Devon                                   |     |             |      |
| Old Warden Castle            | Bedfordshire                            |     |             |      |
| Ongar Castle                 | Essex                                   |     |             |      |
| Orford Castle                | Suffolk                                 |     |             |      |
| Orleigh Court                | Devon                                   |     |             |      |
| Osborne House                | Isle of Wight                           |     |             |      |
| Owston Ferry Castle          | Lincolnshire                            |     |             |      |
| Oxford Castle                | Oxfordshire                             |     |             |      |
| Packington Hall              | Staffordshire                           |     |             |      |
| Packington Hall              | Warwickshire                            |     |             |      |
| Packington Old Hall          | Warwickshire                            |     |             |      |
| Packwood House               | Warwickshire                            |     |             |      |
| Palace of Placentia          | Greater London                          |     |             |      |
| Papplewick Hall              | Nottinghamshire                         |     |             |      |
| Park Place                   | Berkshire, heute Oxfordshire            |     |             |      |
| Parlington Hall              | West Yorkshire                          |     |             |      |
| Peckforton Castle            | Cheshire                                |     |             |      |
| Pembridge Castle             | Herefordshire                           |     |             |      |
| Pencarrow                    | Cornwall                                |     |             |      |
| Pendennis Castle             | Cornwall                                |     |             |      |
| Pendragon Castle             | Cumbria                                 |     |             |      |
| Penlee House                 | Cornwall                                |     |             |      |
| Penrith Castle               | Cumbria                                 |     |             |      |
| Penshurst Place              | Kent                                    |     |             |      |
| Penstowe Castle              | Cornwall                                |     |             |      |
| Penwortham Castle            | Lancashire                              |     |             |      |
| Peterborough Castle          | Cambridgeshire                          |     |             |      |
| Petworth House               | Sussex                                  |     |             |      |
| Pevensey Castle              | East Sussex                             |     |             |      |
| Peveril Castle               | Derbyshire                              |     |             |      |
| Pickering Castle             | North Yorkshire                         |     |             |      |
| Piel Castle                  | Cumbria                                 |     |             |      |
| Pilsbury Castle              | Derbyshire                              |     |             |      |
| Pleshey Castle               | Essex                                   |     |             |      |
| Plympton Castle              | Devon                                   |     |             |      |
| Podington Castle             | Bedfordshire                            |     |             |      |
| Polesden Lacey               | Surrey                                  |     |             |      |
| Poltimore House              | Devon                                   |     |             |      |
| Pontefract Castle            | West Yorkshire                          |     |             |      |
| Ponteland Castle             | Northumberland                          |     |             |      |
| Pool House                   | Worcestershire                          |     |             |      |
| Portchester Castle           | Hampshire                               |     |             |      |
| Port Eliot                   | Cornwall                                |     |             |      |
| Posbury Hill Fort            | Devon                                   |     |             |      |
| Powderham Castle             | Devon                                   |     |             |      |
| Prudhoe Castle               | Northumberland                          |     |             |      |
| Pulford Castle               | Cheshire                                |     |             |      |
| Pype Hayes Hall              | West Midlands                           |     |             |      |
| Queenborough Castle          | Kent                                    |     |             |      |
| Queen’s House                | Greater London                          |     |             |      |
| Raby Castle                  | Durham                                  |     |             |      |
| Radcliffe Moat               | South Yorkshire                         |     |             |      |
| Ragley Hall                  | Warwickshire                            |     |             |      |
| Ravensworth Castle           | North Yorkshire                         |     |             |      |
| Ravensworth Castle           | Tyne and Wear                           |     |             |      |
| Rayleigh Castle              | Essex                                   |     |             |      |
| Restormel Castle             | Cornwall                                |     |             |      |
| Reculver Castle              | Kent                                    |     |             |      |
| Reigate Castle               | Surrey                                  |     |             |      |
| Renhold Castle               | Bedfordshire                            |     |             |      |
| Riber Castle                 | Derbyshire                              |     |             |      |
| Richard’s Castle             | Herefordshire                           |     |             |      |
| Richmond Castle              | North Yorkshire                         |     |             |      |
| Richmont Castle              | Somerset                                |     |             |      |
| Ridley Hall                  | Northumberland                          |     |             |      |
| Risinghoe Castle             | Bedfordshire                            |     |             |      |
| Rochdale Castle              | Greater Manchester                      |     |             |      |
| Rochester Castle             | Kent                                    |     |             |      |
| Rockingham Castle            | Northamptonshire                        |     |             |      |
| Rocksavage                   | Cheshire                                |     |             |      |
| Roddenbury Hillfort          | Somerset                                |     |             |      |
| Rokeby Park                  | Durham                                  |     |             |      |
| Rothley Castle               | Northumberland                          |     |             |      |
| Rougemont Castle             | Devon                                   |     |             |      |
| Rowton Castle                | Shropshire                              |     |             |      |
| Royal Pavilion               | East Sussex                             |     |             |      |
| Ruardyn Castle               | Gloucestershire                         |     |             |      |
| Rufford Abbey                | Nottinghamshire                         |     |             |      |
| Rufford New Hall             | Lancashire                              |     |             |      |
| Rufford Old Hall             | Lancashire                              |     |             |      |
| Rufus Castle                 | Dorset                                  |     |             |      |
| Rugemont Castle              | Bedfordshire                            |     |             |      |
| Rye Castle                   | East Sussex                             |     |             |      |
| Saltram House                | Devon                                   |     |             |      |
| Saltwood Castle              | Kent                                    |     |             |      |
| Sandal Castle                | West Yorkshire                          |     |             |      |
| Sandgate Castle              | Kent                                    |     |             |      |
| Sandown Castle               | Isle of Wight                           |     |             |      |
| Sandown Castle               | Kent                                    |     |             |      |
| Sandown Fort                 | Isle of Wight                           |     |             |      |
| Sandringham House            | Norfolk                                 |     |             |      |
| Sauvey Castle                | Leicestershire                          |     |             |      |
| Scaleby Castle               | Cumbria                                 |     |             |      |
| Scarborough Castle           | North Yorkshire                         |     |             |      |
| Scotney Castle               | Kent                                    |     |             |      |
| Scotney Old Castle           | Kent                                    |     |             |      |
| Seaham Hall                  | Durham                                  |     |             |      |
| Seaton Delaval Hall          | Northumberland                          |     |             |      |
| Sewerby Hall                 | East Riding of Yorkshire                |     |             |      |
| Sham Castle                  | Somerset                                |     |             |      |
| Sheffield Castle             | South Yorkshire                         |     |             |      |
| Sheffield Manor              | South Yorkshire                         |     |             |      |
| Sherborne Castle             | Dorset                                  |     |             |      |
| Sherborne Old Castle         | Dorset                                  |     |             |      |
| Sheriff Hutton Castle        | North Yorkshire                         |     |             |      |
| Shirburn Castle              | Oxfordshire                             |     |             |      |
| Shotwick Castle              | Cheshire                                |     |             |      |
| Shrewsbury Castle            | Shropshire                              |     |             |      |
| Shuttleworth Hall            | Lancashire                              |     |             |      |
| Sigston Castle               | North Yorkshire                         |     |             |      |
| Sissinghurst Castle          | Kent                                    |     |             |      |
| Sizergh Castle               | Cumbria                                 |     |             |      |
| Skipsea Castle               | East Riding of Yorkshire                |     |             |      |
| Skipton Castle               | North Yorkshire                         |     |             |      |
| Sleaford Castle              | Lincolnshire                            |     |             |      |
| Somerhill House              | Kent                                    |     |             |      |
| Someries Castle              | Bedfordshire                            |     |             |      |
| Somerton Castle              | Lincolnshire                            |     |             |      |
| South Cerney Castle          | Gloucestershire                         |     |             |      |
| South Cowton Castle          | North Yorkshire                         |     |             |      |
| Southampton Castle           | Hampshire                               |     |             |      |
| South Moreton Castle         | Oxfordshire                             |     |             |      |
| Southsea Castle              | Hampshire                               |     |             |      |
| Spofforth Castle             | North Yorkshire                         |     |             |      |
| St Andrew’s Castle           | Hampshire                               |     |             |      |
| St Briavels Castle           | Gloucestershire                         |     |             |      |
| St Catherine’s Castle        | Cornwall                                |     |             |      |
| St James’s Palace            | Greater London                          |     |             |      |
| St Mawes Castle              | Cornwall                                |     |             |      |
| St Michael’s Mount           | Cornwall                                |     |             |      |
| Stafford Castle              | Staffordshire                           |     |             |      |
| Stansted Mountfitchet Castle | Essex                                   |     |             |      |
| Starborough Castle           | Surrey                                  |     |             |      |
| Stevenstone House            | Devon                                   |     |             |      |
| Stockport Castle             | Cheshire                                |     |             |      |
| Stockton Hall                | North Yorkshire                         |     |             |      |
| Stogursey Castle             | Somerset                                |     |             |      |
| Stokesay Castle              | Shropshire                              |     |             |      |
| Stone Castle                 | Kent                                    |     |             |      |
| Stowe House                  | Buckinghamshire                         |     |             |      |
| Stowey Castle                | Somerset                                |     |             |      |
| Stow Green Castle            | Gloucestershire                         |     |             |      |
| Strawberry Hill              | Greater London                          |     |             |      |
| Sudbury Hall                 | Derbyshire                              |     |             |      |
| Sudeley Castle               | Gloucestershire                         |     |             |      |
| Suffolk House                | Greater London                          |     |             |      |
| Sutton Valence Castle        | Kent                                    |     |             |      |
| Swerford Castle              | Oxfordshire                             |     |             |      |
| Tamworth Castle              | Staffordshire                           |     |             |      |
| Taplow Court                 | Buckinghamshire                         |     |             |      |
| Tarset Castle                | Northumberland                          |     |             |      |
| Tattershall Castle           | Lincolnshire                            |     |             |      |
| Taunton Castle               | Somerset                                |     |             |      |
| The Grove                    | Hertfordshire                           |     |             |      |
| Thetford Castle              | Norfolk                                 |     |             |      |
| Thirlwall Castle             | Northumberland                          |     |             |      |
| Thornbury Castle             | Gloucestershire                         |     |             |      |
| Thoresby Hall                | Nottinghamshire                         |     |             |      |
| Thorpe Waterville Castle     | Northamptonshire                        |     |             |      |
| Thurland Castle              | Lancashire                              |     |             |      |
| Thurleigh Castle             | Bedfordshire                            |     |             |      |
| Thurnham Castle              | Kent                                    |     |             |      |
| Tickhill Castle              | South Yorkshire                         |     |             |      |
| Tilsworth Castle             | Bedfordshire                            |     |             |      |
| Tintagel Castle              | Cornwall                                |     |             |      |
| Tiverton Castle              | Devon                                   |     |             |      |
| Tixall Gatehouse             | Staffordshire                           |     |             |      |
| Toddington Castle            | Bedfordshire                            |     |             |      |
| Tonbridge Castle             | Kent                                    |     |             |      |
| Tong Castle                  | Shropshire                              |     |             |      |
| Totnes Castle                | Devon                                   |     |             |      |
| Totternhoe Castle            | Bedfordshire                            |     |             |      |
| Tower of London              | Greater London                          |     |             |      |
| Treago Castle                | Herefordshire                           |     |             |      |
| Trematon Castle              | Cornwall                                |     |             |      |
| Tutbury Castle               | Staffordshire                           |     |             |      |
| Twizell Castle               | Northumberland                          |     |             |      |
| Tynemouth Castle             | Tyne & Wear                             |     |             |      |
| Ullerwood Castle             | Greater Manchester                      |     |             |      |
| Upnor Castle                 | Kent                                    |     |             |      |
| Upper Millichope Lodge       | Shropshire                              |     |             |      |
| Upsall Castle                | North Yorkshire                         |     |             |      |
| Urishay Castle               | Herefordshire                           |     |             |      |
| Vercovicium                  | Northumberland                          |     |             |      |
| Verterae                     | Cumbria                                 |     |             |      |
| Waddesdon Manor              | Buckinghamshire                         |     |             |      |
| Wakefield Castle             | West Yorkshire                          |     |             |      |
| Walden Castle                | Essex                                   |     |             |      |
| Wallingford Castle           | Oxfordshire                             |     |             |      |
| Wallington Hall              | Northumberland                          |     |             |      |
| Walmer Castle                | Kent                                    |     |             |      |
| Walton Castle                | Suffolk                                 |     |             |      |
| Walworth Castle              | Durham                                  |     |             |      |
| Wanstead House               | Greater London                          |     |             |      |
| Warblington Castle           | Hampshire                               |     |             |      |
| Wardour Castle               | Wiltshire                               |     |             |      |
| Wareham Castle               | Dorset                                  |     |             |      |
| Wark-in-Tyndale Castle       | Northumberland                          |     |             |      |
| Wark-on-Tweed Castle         | Northumberland                          |     |             |      |
| Warkworth Castle             | Northumberland                          |     |             |      |
| Warwick Castle               | Warwickshire                            |     |             |      |
| Watch Hill Castle            | Greater Manchester                      |     |             |      |
| Watermouth Castle            | Devon                                   |     |             |      |
| Wattlesborough Castle        | Shropshire                              |     |             |      |
| Waytemore Castle             | Hertfordshire                           |     |             |      |
| Weare Giffard Hall           | Devon                                   |     |             |      |
| Weeting Castle               | Norfolk                                 |     |             |      |
| Welbeck Abbey                | Nottinghamshire                         |     |             |      |
| Wentworth Castle             | South Yorkshire                         |     |             |      |
| Wentworth Woodhouse          | South Yorkshire                         |     |             |      |
| Weobley Castle               | Herefordshire                           |     |             |      |
| Weoley Castle                | West Midlands                           |     |             |      |
| Westenhanger Castle          | Kent                                    |     |             |      |
| Westhall                     | Northumberland                          |     |             |      |
| Palace of Westminster        | Greater London                          |     |             |      |
| West Wycombe Park            | Buckinghamshire                         |     |             |      |
| Palace of Whitehall          | Greater London                          |     |             |      |
| White Tower                  | Greater London                          |     |             |      |
| Whittington Castle           | Shropshire                              |     |             |      |
| Whitwick Castle              | Leicestershire                          |     |             |      |
| Whitworth Hall               | Durham                                  |     |             |      |
| Whorlton Castle              | North Yorkshire                         |     |             |      |
| Widdrington Castle           | Northumberland                          |     |             |      |
| Wigmore Castle               | Herefordshire                           |     |             |      |
| Wilbury Hill Camp            | Hertfordshire                           |     |             |      |
| Willersley Castle            | Derbyshire                              |     |             |      |
| Wilton Castle                | Herefordshire                           |     |             |      |
| Wilton Castle                | Redcar and Cleveland                    |     |             |      |
| Wilton House                 | Wiltshire                               |     |             |      |
| Wimble Toot Castle           | Somerset                                |     |             |      |
| Wimpole Hall                 | Cambridgeshire                          |     |             |      |
| Winchcombe Castle            | Gloucestershire                         |     |             |      |
| Winchester Castle            | Hampshire                               |     |             |      |
| Windlestone Hall             | County Durham                           |     |             |      |
| Windsor Castle               | Berkshire                               |     |             |      |
| Wingfield Castle             | Suffolk                                 |     |             |      |
| Wingfield Manor              | Derbyshire                              |     |             |      |
| Wisbech Castle               | Cambridgeshire                          |     |             |      |
| Witley Court                 | Worcestershire                          |     |             |      |
| Witton Castle                | Durham                                  |     |             |      |
| Wollaton Hall                | Nottinghamshire                         |     |             |      |
| Wolvesey Castle              | Hampshire                               |     |             |      |
| Woodcroft Castle             | Cambridgeshire                          |     |             |      |
| Wood Norton Hall             | Worcestershire                          |     |             |      |
| Woodsford Castle             | Dorset                                  |     |             |      |
| Woodwalton Castle            | Cambridgeshire                          |     |             |      |
| Worcester Castle             | Worcestershire                          |     |             |      |
| Worksop Manor                | Nottinghamshire                         |     |             |      |
| Wormegay Castle              | Norfolk                                 |     |             |      |
| Wortley Hall                 | South Yorkshire                         |     |             |      |
| Wotton House                 | Buckinghamshire                         |     |             |      |
| Wotton House                 | Surrey                                  |     |             |      |
| Wressle Castle               | East Riding of Yorkshire                |     |             |      |
| Wychnor Hall                 | Staffordshire                           |     |             |      |
| Wyke Castle                  | Dorset                                  |     |             |      |
| Wynyard Hall                 | Durham                                  |     |             |      |
| Yarmouth Castle              | Isle of Wight                           |     |             |      |
| Yattendon Castle             | Berkshire, heute Oxfordshire            |     |             |      |
| Yielden Castle               | Bedfordshire                            |     |             |      |
| York Castle                  | North Yorkshire                         |     |             |      |
| Youlston Park                | Devon                                   |     |             |      |

## Schottland
1. Abbotsford House, Scottish Borders
2. Abbot’s Tower, Dumfries and Galloway
3. Aberdeen Castle, Aberdeenshire
4. Aberdour Castle, Fife
5. Abergairn Castle, Aberdeenshire
6. Abergeldie Castle, Aberdeenshire
7. Aberuchill Castle, Perth and Kinross
8. Aboyne Castle, Aberdeenshire
9. Achallader Castle, Argyll and Bute
10. Achanduin Castle, Argyll and Bute
11. Achnacarry Castle, Highland
12. Ackergill Tower, Highland
13. Affleck Castle, Angus
14. Aiket Castle, East Ayrshire
15. Aikwood Tower, Scottish Borders
16. Airds Castle, Argyll and Bute
17. Airlie Castle, Angus
18. Airth Castle, Falkirk
19. Airthrey Castle, Stirling
20. Aldbar Castle, Angus
21. Allardice Castle, Aberdeenshire
22. Alloa Tower, Clackmannanshire
23. Almond Castle, West Lothian
24. Amhuinnsuidhe Castle, Äußere Hebriden
25. Amisfield Tower, Dumfries and Galloway
26. Annan Castle, Dumfries and Galloway
27. Ardblair Castle, Perth and Kinross
28. Ardchonnel Castle, Argyll and Bute
29. Ardencaple Castle, Argyll and Bute
30. Ardgowan Castle, Inverclyde
31. Ardgowan House, Inverclyde
32. Ardkinglas Castle, Argyll and Bute
33. Ardkinglas House, Argyll and Bute
34. Ardrossan Castle, North Ayrshire
35. Ardross Castle, Fife
36. Ardross Castle, Highland
37. Ardstinchar Castle, South Ayrshire
38. Ardtornish Castle, Highland
39. Ardvreck Castle, Highland
40. Armadale Castle, Highland, Skye
41. Arnage Castle, Aberdeenshire
42. Arnot Tower, Perth and Kinross
43. Aros Castle, Argyll and Bute
44. Ashintully Castle, Perth and Kinross
45. Askomill House, Argyll and Bute
46. Asloun Castle, Aberdeenshire
47. Auchanachie Castle, Aberdeenshire
48. Auchans Castle, South Ayrshire
49. Auchenbathie Tower, Renfrewshire
50. Auchenbreck Castle, Argyll and Bute
51. Auchen Castle, Dumfries and Galloway
52. Auchen Castle Hotel, Dumfries and Galloway
53. Auchencloigh Castle, East Ayrshire
54. Auchenharvie Castle, North Ayrshire
55. Auchenhove Castle, Aberdeenshire
56. Auchenrivock Tower, Dumfries and Galloway
57. Auchenskeoch Castle, Dumfries and Galloway
58. Auchindoun Castle, Moray
59. Auchinleck Castle, East Ayrshire
60. Auchinleck House, East Ayrshire
61. Auchmeddan Castle, Aberdeenshire
62. Auchterhouse Castle, Angus
63. Auldhame Castle, East Lothian
64. Avochie Castle, Aberdeenshire
65. Ayr Castle, South Ayrshire
66. Ayton Castle, Scottish Borders
67. Badenyon Castle, Aberdeenshire
68. Balcaskie House, Fife
69. Balconie Castle, Highland
70. Balcraig Castle, Angus
71. Balfluig Castle, Aberdeenshire
72. Balfour Castle, Angus
73. Balfour Castle, Orkney
74. Balgarvie Castle, Fife
75. Balgonie Castle, Fife
76. Balhousie Castle, Perth and Kinross
77. Balintore Castle, Angus
78. Ballencrieff Castle, East Lothian
79. Ballikinrain Castle, Stirling
80. Ballinbreich Castle, Fife
81. Ballindalloch Castle, Moray
82. Balloch Castle, West Dunbartonshire
83. Ballumbie Castle, Angus
84. Ballumbie House, Angus
85. Balmangan Tower, Dumfries and Galloway
86. Balmanno Castle, Perth and Kinross
87. Balnagown Castle, Highland
88. Balquhain Castle, Aberdeenshire
89. Balthayock Castle, Perth and Kinross
90. Balvaird Castle, Perth and Kinross
91. Balvenie Castle, Moray
92. Banff Castle, Aberdeenshire
93. Barcaldine Castle, Argyll and Bute
94. Barclosh Castle, Dumfries and Galloway
95. Bardowie Castle, East Dunbartonshire
96. Barholm Castle, Dumfries and Galloway
97. Barjarg Tower, Dumfries and Galloway
98. Barnbougle Castle in Edinburgh
99. Barnes Castle, East Lothian
100. Barra Castle, Aberdeenshire
101. Barr Castle, East Ayrshire
102. Barr Castle, Renfrewshire
103. Barscobe Castle, Dumfries and Galloway
104. Bass Rock Castle, East Lothian
105. Bavelaw Castle in Edinburgh
106. Beaufort Castle, Highland
107. Bedlay Castle, North Lanarkshire
108. Beldorney Castle, Aberdeenshire
109. Belltrees Peel, Renfrewshire
110. Birse Castle, Aberdeenshire
111. Bishop’s Castle in Glasgow
112. Bishop’s Palace, Orkney
113. Bite-about Pele, Scottish Borders
114. Blackadder House, Scottish Borders
115. Black Castle, East Lothian
116. Black Castle of Moulin, Perth and Kinross
117. Blackcraig Castle, Perth and Kinross
118. Blackness Castle, Falkirk
119. Blair Castle, Perth and Kinross
120. Blairquhan House, South Ayrshire
121. Blanerne Castle, Scottish Borders
122. Bonshaw Tower, Dumfries and Galloway, früher Dumfriesshire
123. Bognie Castle, Aberdeenshire
124. Bonhard Castle, West Lothian
125. Bonkyll Castle, Scottish Borders
126. Borthwick Castle, Midlothian
127. Borve Castle, Äußere Hebriden
128. Borve Castle, Highland
129. Bothwell Castle, South Lanarkshire
130. Bourtreehill House, North Ayrshire
131. Bowhill House, Scottish Borders
132. Braal Castle, Highland
133. Brackley Castle, Aberdeenshire
134. Braemar Castle, Aberdeenshire
135. Brahan Castle, Highland
136. Branxholme Castle, Scottish Borders
137. Breachacha Castle, Argyll and Bute
138. Brechin Castle, Angus
139. Bridge Castle, West Lothian
140. Broadstone Castle, North Ayrshire
141. Brodick Castle, North Ayrshire
142. Brodie Castle, Moray
143. Broomhall Castle, Clackmannanshire
144. Broughty Castle, Angus
145. Brunstane Castle, Midlothian
146. Brunstane House, Midlothian
147. Buchanan Auld House, Stirling
148. Buchanan Castle, Stirling
149. Buittle Castle, Dumfries and Galloway
150. Burleigh Castle, Perth and Kinross
151. Busbie Castle, East Ayrshire
152. Cadzow Castle, South Lanarkshire
153. Caerlaverock Castle, Dumfries and Galloway, früher Dumfriesshire
154. Cairnbulg Castle, Aberdeenshire
155. Cairnburgh Castle, Argyll and Bute
156. Cairns Castle, West Lothian
157. Cakemuir Castle, Midlothian
158. Caldwell House, Renfrewshire
159. Caldwell Tower, Renfrewshire
160. Calgary Castle, Argyll and Bute
161. Cally Palace Hotel, Dumfries and Galloway
162. Carberry Tower, East Lothian
163. Carbisdale Castle, Highland, früher Ross-shire
164. Cardoness Castle, Dumfries and Galloway
165. Careston Castle, Angus
166. Carnasserie Castle, Argyll and Bute
167. Carnegie Castle, Angus
168. Carrick Castle, Argyll and Bute
169. Carsluith Castle, Dumfries and Galloway, früher Kirkcudbrightshire
170. Castle Campbell, Clackmannanshire
171. Castlecary Castle, Falkirk
172. Castle Chanonry of Ross, Highland
173. Castle Coeffin, Argyll and Bute
174. Castlecraig, Highland
175. Castle Forbes, Aberdeenshire
176. Castle Fraser, Aberdeenshire
177. Castle Grant, Highland
178. Castlehill Tower, Scottish Borders
179. Castle Holydean, Scottish Borders
180. Castle Huntly, Perth and Kinross
181. Castle Lachlan, Argyll and Bute
182. Castle Leod, Highland
183. Castle Levan, Inverclyde
184. Castle MacEwen, Argyll and Bute
185. Castle Menzies, Perth and Kinross
186. Castlemilk House, Glasgow
187. Castlemilk Tower, Glasgow
188. Castle Moil, Highland, früher Skye
189. Castle Newe, Aberdeenshire
190. Castle of Fiddes, Aberdeenshire
191. Castle of Giffen, North Ayrshire
192. Castle of Mey, Highland, früher Caithness
193. Castle of Park, Dumfries and Galloway, früher Wigtownshire
194. Castle of Rattray, Aberdeenshire
195. Castle Semple, Renfrewshire
196. Castle Stalker, Argyll and Bute
197. Castle Stuart, Highland
198. Castle Sween, Argyll and Bute
199. Castle Tioram, Highland
200. Castle Toward, Argyll and Bute
201. Castle Varrich, Highland
202. Castle Wemyss, Inverclyde
203. Catcune Castle, Midlothian
204. Cathcart Castle in Glasgow
205. Catter House, Stirling
206. Cawdor Castle, Highland, früher Inverness-shire
207. Cessford Castle, Scottish Borders
208. Cessnock Castle, East Ayrshire
209. Clackmannan Tower, Clackmannanshire
210. Claig Castle, Argyll and Bute
211. Claypotts Castle, Angus
212. Cleish Castle, Fife
213. Clonbeith Castle, North Ayrshire
214. Cloncaird Castle, North Ayrshire
215. Closeburn Castle, Dumfries and Galloway
216. Cluny Castle, Aberdeenshire
217. Cockburn Tower, Scottish Borders
218. Collairnie Castle, Fife
219. Colliston Castle, Angus
220. Comlongon Castle, Dumfries and Galloway
221. Contullich Castle, Highland
222. Corgarff Castle, Aberdeenshire
223. Corra Castle, Dumfries and Galloway
224. Corra Castle, South Lanarkshire
225. Corse Castle, Aberdeenshire
226. Corsehill Castle, East Ayrshire
227. Cortachy Castle, Angus
228. Couston Castle, Fife
229. Cowie Castle, Aberdeenshire
230. Cowthally Castle, South Lanarkshire
231. Craichlaw House, Dumfries and Galloway
232. Craigcrook Castle in Edinburgh
233. Craigdarroch House, Dumfries and Galloway
234. Craigend Castle, East Dunbartonshire
235. Craighall Castle, Fife
236. Craigie Castle, South Ayrshire
237. Craigie House, South Ayrshire
238. Craigievar Castle, Aberdeenshire
239. Craiglockhart Castle in Edinburgh
240. Craigmillar Castle in Edinburgh
241. Craignethan Castle, South Lanarkshire
242. Craignish Castle, Argyll and Bute
243. Craigston Castle, Aberdeenshire
244. Crail Castle, Fife
245. Cramond House, Edinburgh
246. Cramond Tower, Edinburgh
247. Cranshaws Castle, Scottish Borders
248. Crathes Castle, Aberdeenshire
249. Crawford Castle, South Lanarkshire
250. Creich Castle, Fife
251. Crichton Castle, Midlothian
252. Crookston Castle, Glasgow
253. Crosbie Castle, South Ayrshire
254. Cruggleton Castle, Dumfries and Galloway
255. Cubbie Roo’s Castle, Orkney
256. Culcreuch Castle, Sterling
257. Culross Palace, Fife
258. Culzean Castle, South Ayrshire
259. Cumbernauld Castle, North Lanarkshire
260. Cunninghamhead Castle, North Ayrshire
261. Cunninghamhead Mansion House, North Ayrshire
262. Cupar Castle, Fife
263. Dairsie Castle, Fife
264. Dalcross Castle, Highland
265. Dalhousie Castle, Midlothian
266. Dalkeith Palace, Midlothian
267. Dalmeny House, Edinburgh
268. Dalswinton Castle, Dumfries and Galloway
269. Dalzell House, North Lanarkshire
270. Darnaway Castle, Moray
271. Dean Castle, East Ayrshire
272. Delgatie Castle, Aberdeenshire
273. Dingwall Castle, Highland
274. Dirleton Castle, East Lothian
275. Dornoch Castle, Highland
276. Douglas Castle, South Lanarkshire
277. Doune Castle, Stirling, früher Stirlingshire
278. Doune of Invernochty, Aberdeenshire
279. Drochil Castle, Scottish Borders
280. Drongan Castle, East Ayrshire
281. Drum Castle, Aberdeenshire
282. Drumcoltran Tower, Dumfries and Galloway, früher Kirkcudbrightshire
283. Drumin Castle, Moray
284. Druminnor Castle, Aberdeenshire
285. Drumlanrig Castle, Dumfries and Galloway
286. Drummond Castle, Perth and Kinross
287. Drumtochty Castle, Aberdeenshire
288. Dryhope Tower, Scottish Borders
289. Duart Castle, Argyll and Bute
290. Duddingston House in Edinburgh
291. Dudhope Castle, Angus
292. Duff House, Aberdeenshire
293. Duffus Castle, Moray
294. Dumbarton Castle, West Dunbartonshire
295. Dumbreck Castle, Aberdeenshire
296. Dumfries Castle, Dumfries and Galloway
297. Dunans Castle, Argyll and Bute
298. Dunaverty Castle, Argyll and Bute
299. Dunbar Castle, East Lothian
300. Dunbeath Castle, Highland
301. Duncraig Castle, Highland
302. Dundarg Castle, Aberdeenshire
303. Dundas Castle in Edinburgh
304. Dundee Castle, Angus
305. Dunderave Castle, Argyll and Bute
306. Dundonald Castle, Argyll and Bute
307. Dundonald Castle, South Ayrshire
308. Dunduff Castle, South Ayrshire
309. Dunfermline Palace, Fife
310. Dunglass Castle, West Dunbartonshire
311. Dunimarle Castle, Fife
312. Dunnideer Castle, Aberdeenshire
313. Dunnottar Castle, Aberdeenshire
314. Dunollie Castle, Argyll and Bute
315. Dunoon Castle, Argyll and Bute
316. Dun Ringill, Highland
317. Dunrobin Castle, Highland
318. Duns Castle, Scottish Borders
319. Dunscaith Castle, Highland
320. Dunskey Castle, Dumfries and Galloway, früher Wigtownshire
321. Dunstaffnage Castle, Argyll and Bute
322. Duntarvie Castle, West Lothian
323. Duntrune Castle, Argyll and Bute
324. Duntulm Castle, Highland, früher Skye
325. Dunure Castle, South Ayrshire
326. Dunvegan Castle, Highland, früher Skye
327. Dunyvaig Castle, Argyll and Bute
328. Durris Castle, Aberdeenshire
329. Earl’s Palace, Orkney (Birsay)
330. Earl’s Palace, Orkney (Kirkwall)
331. Earlstoun Castle, Dumfries and Galloway
332. Easter Greenock Castle, Inverclyde
333. Eden Castle, Aberdeenshire
334. Edinample Castle, Stirling
335. Edinburgh Castle in Edinburgh
336. Edingham Castle, Dumfries and Galloway
337. Edrington Castle, Scottish Borders
338. Edzell Castle, Angus
339. Eglinton Castle, North Ayrshire
340. Eilean Donan Castle, Highland
341. Elcho Castle, Perth and Kinross
342. Elgin Castle, Moray
343. Ellon Castle, Aberdeenshire
344. Elphinstone Tower, Falkirk
345. Erchless Castle, Highland
346. Esslemont Castle, Aberdeenshire
347. Ethie Castle, Angus
348. Fa’side Castle, East Lothian
349. Falkland Palace, Fife
350. Farme Castle, South Lanarkshire
351. Farnell Castle, Angus
352. Faslane Castle, Argyll and Bute
353. Fast Castle, Scottish Borders
354. Fatlips Castle, Scottish Borders
355. Fedderate Castle, Aberdeenshire
356. Fenton Tower, East Lothian
357. Fernie Castle, Fife
358. Ferniehirst Castle, Scottish Borders, früher Roxburghshire
359. Fetteresso Castle, Aberdeenshire
360. Fetternear House, Aberdeenshire
361. Fetternear Palace, Aberdeenshire
362. Finavon Castle, Angus
363. Fincharn Castle, Argyll and Bute
364. Findlater Castle, Aberdeenshire
365. Fingask Castle, Perth and Kinross
366. Finlaggan Castle, Argyll and Bute
367. Finlarig Castle, Perth and Kinross
368. Fintry Castle, Dundee
369. Floors Castle, Scottish Borders
370. Fordell Castle, Fife
371. Fordyce Castle, Aberdeenshire
372. Forfar Castle, Angus
373. Forglen House, Aberdeenshire
374. Forres Castle, Moray
375. Forse Castle, Highland
376. Forter Castle, Perth and Kinross
377. Foulis Castle, Highland
378. Fowlis Castle, Angus
379. Friars Carse, Dumfries and Galloway
380. Fullarton House, South Ayrshire
381. Fyvie Castle, Aberdeenshire
382. Galloway House, Dumfries and Galloway
383. Gamelshiel Castle, East Lothian
384. Gardyne Castle, Angus
385. Garleton Castle, East Lothian
386. Garthland Castle, Dumfries and Galloway
387. Gartmore House, Stirling
388. Giffen House, North Ayrshire
389. Gight Castle, Aberdeenshire
390. Gilbertfield Castle, South Lanarkshire
391. Gilnockie Tower, Dumfries and Galloway
392. Girgenti House, East Ayrshire
393. Girnigoe and Sinclair Castle, Highland
394. Glamis Castle, Angus
395. Glamis Tower, Fife
396. Glenapp Castle, South Ayrshire
397. Glenbuchat Castle, Aberdeenshire
398. Glengarnock Castle, North Ayrshire
399. Glengorm Castle, Argyll and Bute
400. Gordon Castle, Moray
401. Greenknowe Tower, Scottish Borders
402. Guthrie Castle, Angus
403. Gylen Castle, Argyll and Bute
404. Haddo House, Aberdeenshire
405. Haggs Castle in Glasgow
406. Hailes Castle, East Lothian
407. Haining Place, East Ayrshire
408. Hallforest Castle, Aberdeenshire
409. Hallyards Palace, Fife
410. Hamilton Palace, South Lanarkshire
411. Hatton Castle, Aberdeenshire
412. Hatton Castle, Angus
413. Hawthornden Castle, Midlothian
414. Hensol House, Dumfries and Galloway
415. Herbertshire Castle, Falkirk
416. Hermitage Castle, Scottish Borders
417. Hessilhead Castle, North Ayrshire
418. Hill of Beith Castle, North Ayrshire
419. Hill of Tarvit House, Fife
420. Hoddom Castle, Dumfries and Galloway
421. Holyrood Palace, Edinburgh
422. Hopetoun House, Midlothian
423. Horsburgh Castle, Scottish Borders
424. House of the Binns, West Lothian
425. House of Schivas, Aberdeenshire
426. Hume Castle, Scottish Borders
427. Huntingtower Castle, Perth and Kinross
428. Huntly Castle, Aberdeenshire
429. Hutton Castle, Scottish Borders
430. Inchdrewer Castle, Aberdeenshire
431. Innerwick Castle, East Lothian
432. Innis Chonnel Castle, Highland
433. Inverallochy Castle, Aberdeenshire
434. Inveraray Castle, Argyll and Bute
435. Invercauld Castle, Aberdeenshire
436. Invergarry Castle, Highland
437. Inverlochy Castle, Highland
438. Invermark Castle, Angus
439. Inverness Castle, Highland
440. Inverquharity Castle, Angus
441. Inverugie Castle, Aberdeenshire
442. Jedburgh Castle, Scottish Borders
443. Jerviston House, North Lanarkshire
444. Johnstone Castle, Renfrewshire
445. Kames Castle, Argyll and Bute
446. Keiss Castle, Highland
447. Keith Marischal House, East Lothian
448. Kelburn Castle, North Ayrshire
449. Kellie Castle, Fife
450. Kelspoke Castle, Argyll and Bute
451. Kenmure Castle, Dumfries and Galloway
452. Kerelaw Castle, North Ayrshire
453. Kerelaw House, North Ayrshire
454. Kerse Castle, East Ayrshire
455. Kersland Manor House, North Ayrshire
456. Kilberry Castle, Argyll and Bute
457. Kilbirnie Castle, North Ayrshire
458. Kilbirnie Place, North Ayrshire
459. Kilchrist Castle, Argyll and Bute
460. Kilchurn Castle, Argyll and Bute
461. Kilcoy Castle, Highland
462. Kildalton Castle, Argyll and Bute
463. Kildonan Castle, North Ayrshire
464. Kildrummy Castle, Aberdeenshire
465. Kilkerran Castle, Argyll and Bute
466. Kilmahew Castle, Argyll and Bute
467. Kilmartin Castle, Argyll and Bute
468. Kilmaurs Castle, East Ayrshire
469. Kilmaurs Place, East Ayrshire
470. Kilmory Castle, Argyll and Bute (Argyll)
471. Kilmory Castle, Argyll and Bute (Bute)
472. Kilravock Castle, Highland
473. Kilspindie Castle, East Lothian
474. Kincardine Castle, Aberdeenshire
475. Kincardine Castle (Burg), Perth and Kinross
476. Kincardine Castle (Herrenhaus), Perth and Kinross
477. Kindrochit Castle, Aberdeenshire
478. Kinfauns Castle, Perth and Kinross
479. Kingencleugh Castle, North Ayrshire
480. Kingencleugh House, North Ayrshire
481. Kinghorn Castle, Fife
482. Kinloch Castle, Highland
483. Kinlochaline Castle, Highland
484. Kinnaird Castle, Aberdeenshire
485. Kinnaird Castle, Angus
486. Kinnaird Castle, Perth and Kinross
487. Kinnairdy Castle, Aberdeenshire
488. Kinneddar Castle, Moray
489. Kinneil House, Falkirk
490. Kinnettles Castle, Angus
491. Kinord Castle, Aberdeenshire
492. Kinpurnie Castle, Angus
493. Kirkcudbright Castle, Dumfries and Galloway, früher Kirkcudbrightshire
494. Kirkhope Tower, Scottish Borders
495. Kirkwall Castle, Orkney
496. Kisimul Castle, Äußere Hebriden
497. Knock Castle, Aberdeenshire
498. Knock Castle, Highland, früher Skye
499. Knock Castle, North Ayrshire
500. Knockdavie Castle, Fife
501. Knockhall Castle, Aberdeenshire
502. Ladyland House, North Ayrshire
503. Lainshaw Castle, East Ayrshire
504. Lainshaw House, East Ayrshire
505. Lanark Castle, South Lanarkshire
506. Langton Castle, Scottish Borders
507. Largie Castle, Argyll and Bute (Rhunahaorine)
508. Largie Castle, Argyll and Bute (Tayinloan)
509. Lauriston Castle, Aberdeenshire
510. Lauriston Castle in Edinburgh
511. Law Castle, North Ayrshire
512. Lee Castle, South Lanarkshire
513. Lennoxlove House, East Lothian
514. Lennox Tower in Edinburgh
515. Leslie Castle, Aberdeenshire
516. Leslie House, Fife
517. Leuchars Castle, Fife
518. Lews Castle, Äußere Hebriden
519. Liberton Tower in Edinburgh
520. Lickleyhead Castle, Aberdeenshire
521. Liddel Castle, Scottish Borders
522. Linlithgow Palace, West Lothian
523. Little Cumbrae Castle, North Ayrshire
524. Loch Doon Castle, Dumfries and Galloway
525. Lochend Castle, Argyll and Bute
526. Lochend Castle in Edinburgh
527. Loch Gorm Castle, Argyll and Bute
528. Lochhouse Tower, Dumfries and Galloway
529. Lochindorb Castle, Highland
530. Loch Leven Castle, Perth and Kinross
531. Lochmaben Castle, Dumfries and Galloway
532. Lochnaw Castle, Dumfries and Galloway
533. Lochranza Castle, North Ayrshire
534. Lonmay Castle, Aberdeenshire
535. Lordscairnie Castle, Fife
536. Loudoun Castle, East Ayrshire
537. Loup House, Argyll and Bute
538. Lovat Castle, Highland
539. Luffness House, East Lothian
540. Macduff’s Castle, Fife
541. Macharioch Motte, Argyll and Bute
542. MacLellan’s Castle, Dumfries and Galloway, früher Kirkcudbrightshire
543. Mains Castle, South Lanarkshire
544. Martnaham Castle, East Ayrshire
545. Maryculter House, Aberdeenshire
546. Mauchline Castle, East Ayrshire
547. Mearns Castle, Renfrewshire
548. Meggernie Castle, Perth and Kinross
549. Megginch Castle, Perth and Kinross
550. Melgund Castle, Angus
551. Mellerstain House, Scottish Borders
552. Melville Castle, Midlothian
553. Menstrie Castle, Clackmannanshire
554. Merchiston Tower in Edinburgh
555. Methven Castle, Perth and Kinross
556. Midhope Castle, West Lothian
557. Midmar Castle, Aberdeenshire
558. Migvie Castle, Aberdeenshire
559. Milntown Castle, Highland
560. Minard Castle, Argyll and Bute
561. Mingary Castle, Highland
562. Moil Castle, Argyll and Bute
563. Monboddo House, Aberdeenshire
564. Moniack Castle, Highland
565. Monkcastle, North Ayrshire
566. Monkcastle House, North Ayrshire
567. Monkredding House, North Ayrshire
568. Montfode Castle, North Ayrshire
569. Montgreenan, North Ayrshire
570. Montrose Castle, Angus
571. Monzie Castle, Perth and Kinross
572. Morton Castle, Dumfries and Galloway
573. Moy Castle, Argyll and Bute
574. Muchalls Castle, Aberdeenshire
575. Mugdock Castle, Stirling
576. Mulindry House, Argyll and Bute
577. Muness Castle, Shetland
578. Murieston Castle, West Lothian
579. Myres Castle, Fife
580. Neidpath Castle, Scottish Borders
581. Nether Horsburgh Castle, Scottish Borders
582. Newark Castle, Fife
583. Newark Castle, Inverclyde
584. Newark Castle, Scottish Borders, früher Selkirkshire
585. Newark Castle, South Ayrshire
586. Newhailes House, East Lothian
587. Newmore Castle, Highland
588. New Slains Castle, Aberdeenshire
589. Newton-on-Ayr Castle, South Ayrshire
590. Niddry Castle, West Lothian
591. Nisbet House, Scottish Borders
592. Noltland Castle, Orkney
593. North West Castle, Dumfries and Galloway
594. Ochiltree Castle, East Ayrshire
595. Ochiltree Castle, West Lothian
596. Old Lachlan Castle, Argyll and Bute
597. Old Lochmaben Castle, Dumfries and Galloway
598. Old Slains Castle, Aberdeenshire
599. Oliver Castle, Scottish Borders
600. Orchardton Castle, Dumfries and Galloway
601. Orchardton Tower, Dumfries and Galloway
602. Ormond Castle, Highland
603. Oxenfoord Castle, Midlothian
604. Panmure Castle, Angus
605. Panmure House, Angus
606. Parbroath Castle, Fife
607. Partick Castle in Glasgow
608. Peebles Castle, Scottish Borders
609. Peel of Lumphanan, Aberdeenshire
610. Penkill Castle, South Ayrshire
611. Penshiel Tower, East Lothian
612. Perth Castle, Perth and Kinross
613. Pitfour House, Aberdeenshire
614. Pitreavie Castle, Fife
615. Pitsligo Castle, Aberdeenshire
616. Pittarthie Castle, Fife
617. Pittulie Castle, Aberdeenshire
618. Plean Castle, Stirling
619. Polkelly Castle, East Ayrshire
620. Pollok Castle in Glasgow
621. Polnoon Castle, Renfrewshire
622. Portincross Castle, North Ayrshire
623. Powrie Castle, Angus
624. Preston Tower, East Lothian
625. Rait Castle, Highland
626. Ralston House, Renfrewshire
627. Ravenscraig Castle, Aberdeenshire
628. Ravenscraig Castle, East Ayrshire
629. Ravenscraig Castle, Fife
630. Red Castle, Angus
631. Redcastle, Highland
632. Redhouse Castle, East Lothian
633. Renfrew Castle, Renfrewshire
634. Repentance Tower, Dumfries and Galloway
635. Robertland Castle, East Ayrshire
636. Robertland House, East Ayrshire
637. Robgill Tower, Dumfries and Galloway
638. Roslin Castle, Midlothian
639. Rossend Castle, Fife
640. Rosyth Castle, Fife
641. Rothesay Castle, Argyll and Bute
642. Roughwood Tower, North Ayrshire
643. Rowallan Castle, North Ayrshire
644. Roxburgh Castle, Scottish Borders
645. Rutherglen Castle, South Lanarkshire
646. Ruthven Castle, Angus
647. Saddell Castle, Argyll and Bute
648. Saltcoats Castle, East Lothian
649. Saltoun Hall, East Lothian
650. Sanquhar Castle, Dumfries and Galloway
651. Sauchie Tower, Clackmannanshire
652. Scalloway Castle, Shetland
653. Scone Palace, Perth and Kinross
654. Scotstarvit Tower, Fife
655. Seafield Tower, Fife
656. Seagate Castle, North Ayrshire
657. Seton Castle, East Lothian
658. Seton Palace, East Lothian
659. Shandon Castle, Argyll and Bute
660. Skelbo Castle, Highland
661. Skelmorlie Castle, North Ayrshire
662. Skibo Castle, Highland
663. Skipness Castle, Argyll and Bute
664. Smeaton House, East Lothian
665. Smerby Castle, Argyll and Bute
666. Sorbie Tower, Dumfries and Galloway
667. Sorn Castle, East Ayrshire
668. St Andrews Castle, Fife
669. Stanecastle, North Ayrshire
670. Stanely Castle, Renfrewshire
671. Stirling Castle, Stirling
672. Stobo Castle, Scottish Borders
673. Stonefield Castle, Argyll and Bute
674. Stoneypath Tower, East Lothian
675. Stranraer Castle, Dumfries and Galloway, früher Wigtownshire
676. Strathaven Castle, South Lanarkshire
677. Strathtyrum House, Fife
678. Strome Castle, Highland
679. Spynie Palace, Moray
680. Sundrum Castle, South Ayrshire
681. Tangy Loch Castle, Argyll and Bute
682. Tantallon Castle, East Lothian
683. Tarbat House, Highland
684. Tarbert Castle, Argyll and Bute
685. Tarradale Castle, Highland
686. Tarradale House, Highland
687. Taymouth Castle, Perth and Kinross
688. Tayport Castle, Fife
689. Teaninich Castle, Highland
690. Terpersie Castle, Aberdeenshire
691. Terringzean Castle, East Ayrshire
692. Thirlestane Castle, Scottish Borders
693. Thomaston Castle, South Ayrshire
694. Thorntoun House, North Ayrshire
695. Threave Castle, Dumfries and Galloway, früher Kirkcudbrightshire
696. Thurso Castle, Highland
697. Tibbers Castle, Dumfries and Galloway
698. Tillycairn Castle, Aberdeenshire
699. Timpendean Tower, Scottish Borders
700. Tolquhon Castle, Aberdeenshire
701. Tor Castle, Highland
702. Torosay Castle, Argyll and Bute
703. Torrisdale Castle, Argyll and Bute
704. Torthorwald Castle, Dumfries and Galloway
705. Torwood Castle, Falkirk
706. Touch House, Stirling
707. Tower of Hallbar, South Lanarkshire
708. Towie Barclay Castle, Aberdeenshire
709. Trabboch Castle, East Ayrshire
710. Tranent Tower, East Lothian
711. Traquair House, Scottish Borders
712. Tulliallan Castle, Fife
713. Tulliallan Old Castle, Fife
714. Tullichewan Castle, West Dunbartonshire
715. Tulloch Castle, Highland
716. Turnberry Castle, South Ayrshire
717. Udny Castle, Aberdeenshire
718. Upsettlington Castle, Scottish Borders
719. Urquhart Castle, Highland
720. Venlaw Castle, Scottish Borders
721. Waughton Castle, East Lothian
722. Wedderburn Castle, Scottish Borders
723. Wemyss Castle, Fife
724. Westhall Castle, Aberdeenshire
725. Whitefield Castle, Perth and Kinross
726. Whitslaid Tower, Scottish Borders
727. Whittingehame House, East Lothian
728. Whittingehame Tower, East Lothian
729. Wigtown Castle, Dumfries and Galloway, früher Wigtownshire
730. Wine Tower, Aberdeenshire
731. Wrae Tower, Scottish Borders

## Wales
1. Aberdyfi Castle, Ceredigion
2. Abergavenny Castle, Monmouthshire
3. Aberglasney House, Carmarthenshire
4. Barry Castle, Glamorgan
5. Beaumaris Castle, Anglesey
6. Brecon Castle, Powys
7. Bronllys Castle, Powys
8. Builth Castle, Powys
9. Caerleon Castle, Gwent
10. Caernarfon Castle, Gwynedd
11. Caerphilly Castle, Caerphilly
12. Caldicot Castle, Monmouthshire
13. Cardigan Castle, Ceredigion
14. Carmarthen Castle, Carmarthenshire
15. Carew Castle, Pembrokeshire
16. Carreg Cennen Castle, Carmarthenshire
17. Carreghofa Castle, Powys
18. Castell Coch, Glamorgan
19. Castle House, Carmarthenshire
20. Castle Tump, Powys
21. Cefnllys Castle, Powys
22. Chepstow Castle, Gwent
23. Chirk Castle, Wrexham
24. Cilgerran Castle, Pembrokeshire
25. Coity Castle, Bridgend
26. Colwyn Castle, Powys
27. Conwy Castle, Gwynedd
28. Cresswell Castle, Pembrokeshire
29. Criccieth Castle, Gwynedd
30. Crickhowell Castle, Powys
31. Dinas Bran, Denbighshire
32. Denbigh Castle, Denbighshire
33. Dinefwr Castle, Carmarthenshire
34. Dolbadarn Castle, Gwynedd
35. Dolforwyn Castle, Powys
36. Dryslwyn Castle, Carmarthenshire
37. Flint Castle, Flintshire
38. Golden Grove, Carmarthenshire
39. Golden Grove, Flintshire
40. Grosmont Castle, Monmouthshire
41. Harlech Castle, Gwynedd
42. Hay Castle, Powys
43. Holt Castle, Wrexham
44. Kenfig Castle, Glamorgan
45. Kidwelly Castle, Carmarthenshire
46. Laugharne Castle, Carmarthenshire
47. Llandaff Palace, Cardiff
48. Llandovery Castle, Carmarthenshire
49. Llansteffan Castle, Carmarthenshire
50. Llawhaden Castle, Pembrokeshire
51. Loughor Castle, Glamorgan
52. Maesycrugiau Manor, Carmarthenshire
53. Manorbier Castle, Pembrokeshire
54. Margam Castle, Glamorgan
55. Monmouth Castle, Monmouthshire
56. Montgomery Castle, Powys
57. Morlais Castle, Merthyr Tydfil County Borough
58. Narberth Castle, Pembrokeshire
59. Neath Castle, Glamorgan
60. Nevern Castle, Pembrokeshire
61. Newcastle, Glamorgan
62. Newcastle Emlyn Castle, Carmarthenshire
63. Newport Castle, Gwent
64. Newton House, Carmarthenshire
65. Ogmore Castle, Bridgend
66. Old Beaupre Castle, Glamorgan
67. Oswestry Castle, Powys
68. Oxwich Castle, Glamorgan
69. Oystermouth Castle, Glamorgan
70. Painscastle, Powys
71. Pennard Castle, Glamorgan
72. Penrhyn Castle, Gwynedd
73. Penrice Castle, Glamorgan
74. Pembroke Castle, Pembrokeshire
75. Plas Machynlleth, Powys
76. Plas Teg, Flintshire
77. Powis Castle, Powys
78. Raglan Castle, Gwent
79. Rhuddlan Castle, Denbighshire
80. Ruperra Castle, Caerphilly
81. Ruperra Motte, Caerphilly
82. Ruthin Castle, Denbighshire
83. Skenfrith Castle, Monmouthshire
84. St Clears Castle, Carmarthenshire
85. St Donat’s Castle, Glamorgan
86. Swansea Castle, Glamorgan
87. Tredegar House, Newport
88. Trefilan Castle, Ceredigion
89. Tretower Castle, Powys
90. Tretower Court, Powys
91. Usk Castle, Monmouthshire
92. Weobley Castle, Glamorgan
93. White Castle, Monmouthshire
94. Wiston Castle, Pembrokeshire

## Nordirland
1. Altinaghree Castle, County Tyrone, heute Derry and Strabane
2. Antrim Castle, County Antrim, heute Antrim and Newtownabbey
3. Ardglass Castle, County Down, heute Newry, Mourne and Down
4. Audley’s Castle, County Down, heute Newry, Mourne and Down
5. Castle Balfour, County Fermanagh, heute Fermanagh and Omagh
6. Ballycastle Castle, County Antrim, heute Causeway Coast and Glens
7. Ballygally Castle, County Antrim, heute Mid and East Antrim
8. Ballylough Castle, County Antrim, heute Causeway Coast and Glens
9. Ballyroney Castle, County Down, heute Armagh, Banbridge and Craigavon
10. Bangor Castle, County Down, heute Ards and North Down
11. Belfast Castle, County Antrim, heute Belfast
12. Belle Isle Castle, County Fermanagh, heute Fermanagh and Omagh
13. Benburb Castle, County Tyrone, heute Mid Ulster
14. Bright Castle, County Down, heute Newry, Mourne and Down
15. Burrenwood, County Down, heute Newry, Mourne and Down
16. Carra Castle, County Antrim, heute Causeway Coast and Glens
17. Carrickfergus Castle, County Antrim, heute Mid and East Antrim
18. Castle Caulfield, County Tyrone, heute Mid Ulster
19. Charlemont Fort, County Armagh, heute Armagh, Banbridge and Craigavon
20. Clough Castle, County Down, heute Newry, Mourne and Down
21. Coleraine Castle, County Londonderry, heute Causeway Coast and Glens
22. Castle Coole, County Fermanagh, heute Fermanagh and Omagh
23. Cowd Castle, County Down, heute Newry, Mourne and Down
24. Creevekeeran Castle, County Armagh, heute Armagh, Banbridge and Craigavon
25. Crevenish Castle, County Fermanagh, heute Fermanagh and Omagh
26. Crom Castle, County Fermanagh, heute Fermanagh and Omagh
27. Crom Old Castle, County Fermanagh, heute Fermanagh and Omagh
28. Downhill House, County Londonderry, heute Causeway Coast and Glens
29. Motte und Bailey von Dromore, County Down, heute Armagh, Banbridge and Craigavon
30. Drumbanagher House, County Armagh, heute Armagh, Banbridge and Craigavon
31. Dunaneeny Castle, County Antrim, heute Causeway Coast and Glens
32. Dundrum Castle, County Down, heute Newry, Mourne and Down
33. Dungannon Castle, County Tyrone, heute Mid Ulster
34. Dungiven Castle, County Londonderry, heute Causeway Coast and Glens
35. Dunluce Castle, County Antrim, heute Causeway Coast and Glens
36. Dunseverick Castle, County Antrim, heute Causeway Coast and Glens
37. Enniskillen Castle, County Fermanagh, heute Fermanagh and Omagh
38. Fathom Castle, County Armagh, heute Newry, Mourne and Down
39. Florence Court, County Fermanagh, heute Fermanagh and Omagh
40. Glenarm Castle, County Antrim, heute Mid and East Antrim
41. Gosford Castle, County Armagh, heute Armagh, Banbridge and Craigavon
42. Greencastle, County Down, heute Newry, Mourne and Down
43. Harry Avery’s Castle, County Tyrone, heute Derry and Strabane
44. Hillsborough Castle, County Down, heute Lisburn and Castlereagh
45. Jordan’s Castle, County Down, heute Newry, Mourne and Down
46. Kilclief Castle, County Down, heute Newry, Mourne and Down
47. Killowen Castle, County Down, heute Newry, Mourne and Down
48. Killyleagh Castle, County Down, heute Newry, Mourne and Down
49. Killymoon Castle, County Tyrone, heute Mid Ulster
50. Kinbane Castle, County Antrim, heute Causeway Coast and Glens
51. King’s Castle, County Down, heute Newry, Mourne and Down
52. Kirkistown Castle, County Down, heute Ards and North Down
53. Limavady Castle, County Londonderry, heute Causeway Coast and Glens
54. Low Rock Castle, County Londonderry, heute Causeway Coast and Glens
55. Mahee Castle, County Down, heute Newry, Mourne and Down
56. Margaret’s Castle, County Down, heute Newry, Mourne and Down
57. Monea Castle, County Fermanagh, heute Fermanagh and Omagh
58. Mountjoy Castle, County Tyrone, heute Mid Ulster
59. Mount Stewart, County Down, heute Ards and North Down
60. Moyry Castle, County Armagh, heute Newry, Mourne and Down
61. Narrow Water Castle, County Down, heute Newry, Mourne and Down
62. Necarne Castle, County Fermanagh, heute Fermanagh and Omagh
63. New Castle, County Down, heute Newry, Mourne and Down
64. Olderfleet Castle, County Antrim, heute Mid and East Antrim
65. Portaferry Castle, County Down, heute Ards and North Down
66. Portora Castle, County Fermanagh, heute Fermanagh and Omagh
67. Quintin Castle, County Down, heute Ards and North Down
68. Quoile Castle, County Down, heute, Newry, Mourne and Down
69. Rathfriland Castle, County Down, heute Newry, Mourne and Down
70. Rathlin Castle, County Antrim, heute Causeway Coast and Glens
71. Red Bay Castle, County Antrim, heute Causeway Coast and Glens
72. Roughan Castle, County Tyrone, heute Mid Ulster
73. Roxborough Castle, County Tyrone, heute Armagh, Banbridge and Craigavon
74. Shane’s Castle, County Antrim, heute Antrim and Newtownabbey
75. Sketrick Castle, County Down, heute Ards and North Down
76. Stewart Castle, County Tyrone, heute Derry and Strabane
77. Stormont Castle, County Antrim, heute Belfast
78. Strangford Castle, County Down, heute Newry, Mourne and Down
79. Tandragee Castle, County Armagh, heute Armagh, Banbridge and Craigavon
80. Tully Castle, County Fermanagh, heute Fermanagh and Omagh
81. Tullykelter Castle, County Fermanagh, heute Fermanagh and Omagh
82. Castle Upton, County Antrim, heute Antrim and Newtownabbey
83. Castle Ward, County Down, heute Newry, Mourne and Down

## Isle of ManundKanalinseln
1. Bishopscourt, Isle of Man
2. Bréhon Tower, Guernsey
3. Castle Cornet, Guernsey
4. Castle Rushen, Isle of Man
5. Câtel Fort, Jersey
6. Château à l’Étoc, Alderney
7. Cronk Howe Mooar, Isle of Man
8. Derby Fort, Isle of Man
9. Elizabeth Castle, Jersey
10. Essex Castle, Alderney
11. Fort Albert, Alderney
12. Fort Clonque, Alderney
13. Fort Corblets, Alderney
14. Fort Doyle, Alderney
15. Fort Doyle, Guernsey
16. Fort Duquemin, Guernsey
17. Fort George, Guernsey
18. Fort Grandes Rocques, Guernsey
19. Fort Grey, Guernsey
20. Fort Grosnez, Alderney
21. Fort Henry, Jersey
22. Fort Hommet, Guernsey
23. Fort Houmet Herbe, Alderney
24. Fort Leicester, Jersey
25. Fort Le Marchant, Guernsey
26. Fort Les Hommeaux Florains, Alderney
27. Fort Pembroke, Guernsey
28. Fort Pezeries, Guernsey
29. Fort Platte Saline, Alderney
30. Fort Quesnard, Alderney
31. Fort Raz, Alderney
32. Fort Regent, Jersey
33. Fort Richmond, Guernsey
34. Fort Saumarez, Guernsey
35. Fort Tourgis, Alderney
36. Greeba Castle, Isle of Man
37. Grosnez Castle, Jersey
38. La Crête Fort, Jersey
39. L’Étacquerel Fort, Jersey
40. Mont Orgueil Castle, Jersey
41. Peel Castle, Isle of Man
42. Saint Aubin’s Fort, Jersey
43. Vale Castle, Guernsey

- Karte mit allen verlinkten Seiten:
- OSM |
- WikiMap